# Societat de Salvament i Seguretat Marítima
La Societat de Salvament i Seguretat Marítima, també coneguda per l'acrònim SASEMAR o de manera extraoficial com a Salvament Marítim, és un ens públic empresarial encarregat de la seguretat marítima en aigües espanyoles. Està sota dependència directa del Ministeri de Foment d'Espanya per mitjà de la Direcció General de la Marina Mercant. La seva fundació data de l'any 1992, arran de la promulgació de la Llei 27/92 de Ports de l'Estat i de la Marina Mercant, entrant en funcionament l'any 1993.
La Societat de Salvament i Seguretat Marítima té com a principal tasca el dur a terme operacions de cerca i rescat a les zones de responsabilitat assignades a Espanya, que cobreixen més d'1.500.000 km². També té assignades altres tasques com la lluita contra la contaminació marítima, el control del tràfic marítim -especialment en zones de gran tràfic com l'Estret de Gibraltar i el dispositiu de separació de trànsit (DST) a l'altura de Finisterre -, i l'assistència a embarcacions.

## Història
La primera societat de salvament en la mar en Espanya, la Societat Espanyola de Salvament de Nàufrags, data de 1880 i va estar molt influenciada per l'èxit de la Royal National Lifeboat Institution britànica. Igual que el seu homòleg britànic, aquesta societat estava creada per voluntaris, i era gestionada de manera local, sense que existís una agència que coordinés els esforços de cerca i rescat.
Amb el pas dels anys, aquesta societat acabaria desapareixent i el seu paper ho va passar a assumir la Armada Espanyola, l'empresa estatal Remolques Marítimos S.A. per a rescats en alta mar, i la Creu Roja per a rescats a banyistes a platges i costes.
Un segle després de la creació de la primera experiència d'una societat de rescat marítim, Espanya faria el pas definitiu per asseure les bases d'un sistema de salvament modern. En 1979, les autoritats espanyoles van signar a la ciutat d'Hamburg la inscripció en el Conveni Internacional de Cerca i Salvament SAR 79, que entraria en vigor en 1985.
Aquest conveni definia l'organització d'una xarxa de centres encarregats de la coordinació dels diferents recursos humans i materials per a la realització de missions de salvament.
Amb l'Armada i l'empresa Remolques Marítimos com a úniques dues entitats per al rescat marítim, Espanya, amb un total de 7.880 km de costa i una superfície de responsabilitat marítima de més d'1.500.000 km², no disposava dels mitjans suficients per complir les exigències d'aquest conveni. Per tant, davant la carestia de mitjans, es va publicar en 1989 el primer Pla Nacional de Salvament per a la construcció de dos centres de coordinació de salvament i del centre nacional de coordinació, així com la contractació dels primers bucs i helicòpters per dotar de mitjans a la futura Societat de Salvament i Seguretat Marítima.
La Societat de Salvament i Seguretat Marítima va ser creada el 24 de novembre de 1992, amb la promulgació de la Llei 27/92 de Ports de l'Estat i de la Marina Mercant. Des de la seva creació, a Salvament Marítim se li van encomanar diverses funcions:
| «                                                        | Correspon a la Societat de Salvament i Seguretat Marítima la prestació de serveis de cerca, rescat i salvament marítim, de control i ajuda del tràfic marítim, de prevenció i lluita contra la contaminació del mitjà marí, de remolc i embarcacions auxiliars, així com la d'aquells complementaris dels anteriors. | » |
| — Llei 27/92. Article 90: Objecte de la societat estatal | |   |

Des d'aquella es responsabilitza de les quatre zones de responsabilitat de Cerca i Salvament Marítim que li té assignada l'Organització Marítima Internacional (OMI), que són les següents: MRCC Atlántico, MRCC Canàries, MRCC Estret i MRCC Mediterrani.

### Els Planes Nacionals de Salvament
Per complir amb les responsabilitats subscrites amb l'Organització Marítima Internacional, es van crear una sèrie de Planes Nacionals de Serveis Especials de Salvament de la Vida Humana en la Mar i de la Lluita contra la Contaminació del Medi Marí, comunament coneguts com a Pla Nacional de Salvament. Aquests han estat els documents bàsics de planificació i desenvolupament del conjunt de les estructures relatives al control del tràfic marítim, salvament i lluita contra la contaminació marina que competeix a Espanya. Té com a objectiu salvaguardar la vida humana al mar i protegir el medi ambient mitjançant la coordinació de tots els recursos susceptibles de ser utilitzats davant qualsevol emergència marítima.
Aquests Planes Nacionals de Salvament, han contribuït al fet que Espanya millori les seves capacitats de rescat i protecció marina al llarg dels anys. L'any de la seva creació, en 1993, Salvament Marítim tan sol comptava amb tres helicòpters, una flota pròpia composta d'embarcacions de la classe Salvamar i alguns remolcadors en règim de lloguer.
El Pla Nacional de Seguretat i Salvament Marítim en vigor, és el 2010-2018 amb una dotació d'1.690,5 milions d'euros, revisable en 2013 en funció de les necessitats operatives del moment.

## Col·laboració amb altres organismes

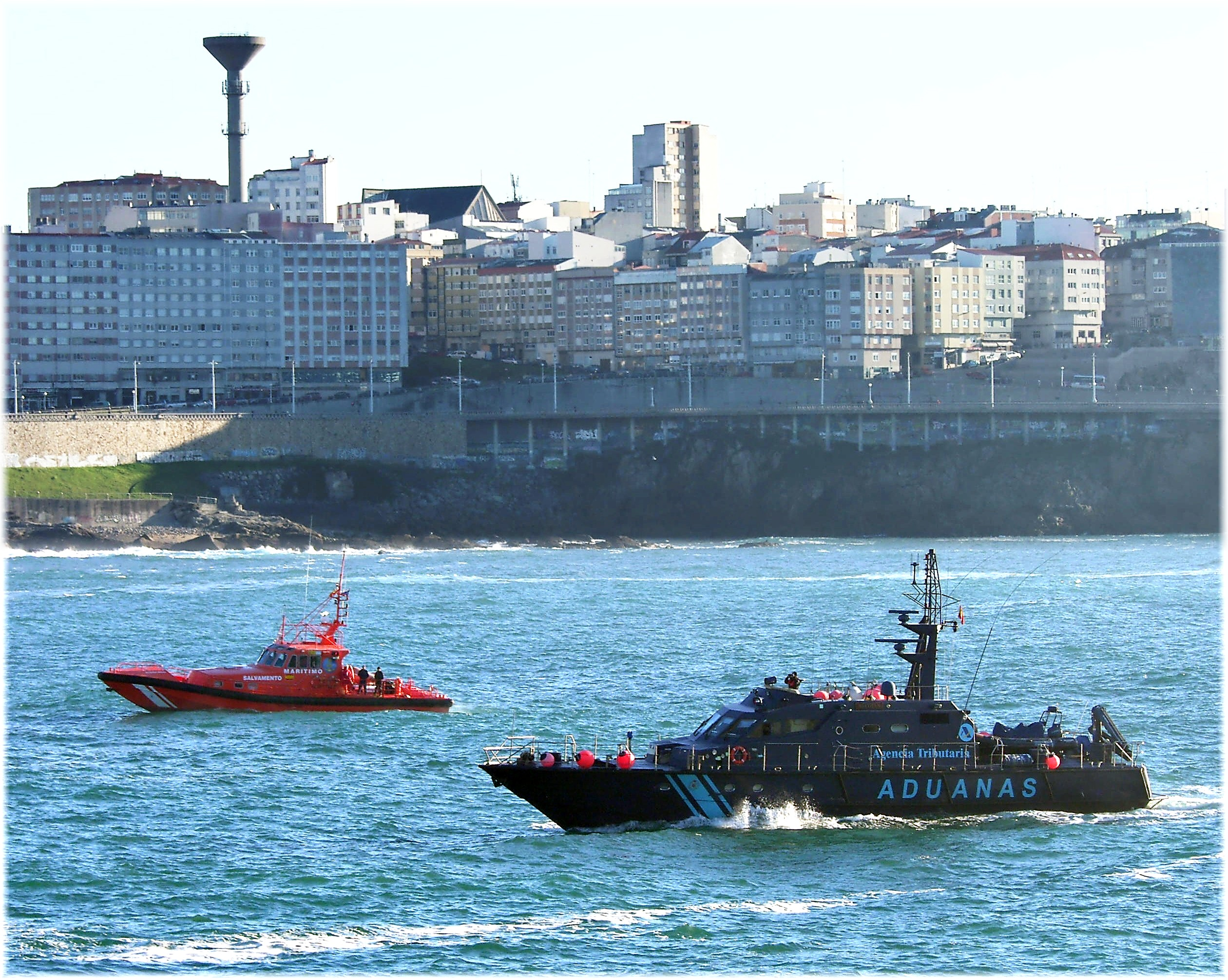
Un patruller del Servei de Vigilància Duanera col·laborant amb una embarcació de la classe Salvamar en un dispositiu de cerca a La Corunya.

Salvament Marítim, a més dels seus mitjans propis, es responsabilitza de coordinar la intervenció dels mitjans pertanyents a altres administracions i institucions col·laboradores, a les àrees corresponents a la cerca, salvament i lluita contra en la contaminació en la mar. Aquests organismes són:
- Serveis d'Emergència de les Comunitats Autònomes
- Protecció Civil
- Armada Espanyola
- Servei de Cerca i Rescat (SAR) de l'Exèrcit de l'Aire espanyol
- Servei Marítim de la Guàrdia Civil
- Servei de Vigilància Duanera de l'Agència Tributària.
- Secretaria General de Pesca Marítima
- Centre Radiomèdic de l'Institut Social de la Marina
- Cos Nacional de Policia
- Cellnex Telecom.
- Creu Roja Espanyola

## Centres de salvament

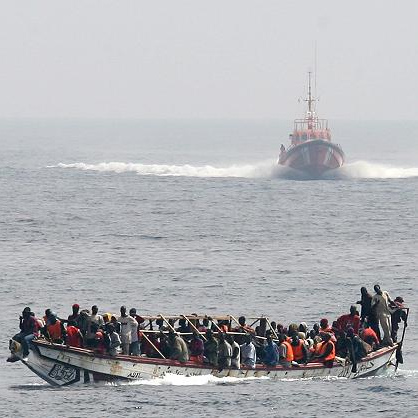
Una embarcació de la classe Salvamar, acudint en auxili d'un caiuc.

La Societat de Salvament i Seguretat Marítima compta amb un total de 21 centres per gestionar als diferents mitjans disponibles. Aquests es divideixen en un Centre Nacional de Coordinació de Salvament (CNCS), situat en Madrid, i vint Centres de Coordinació de Salvament (CCS), que són els següents:

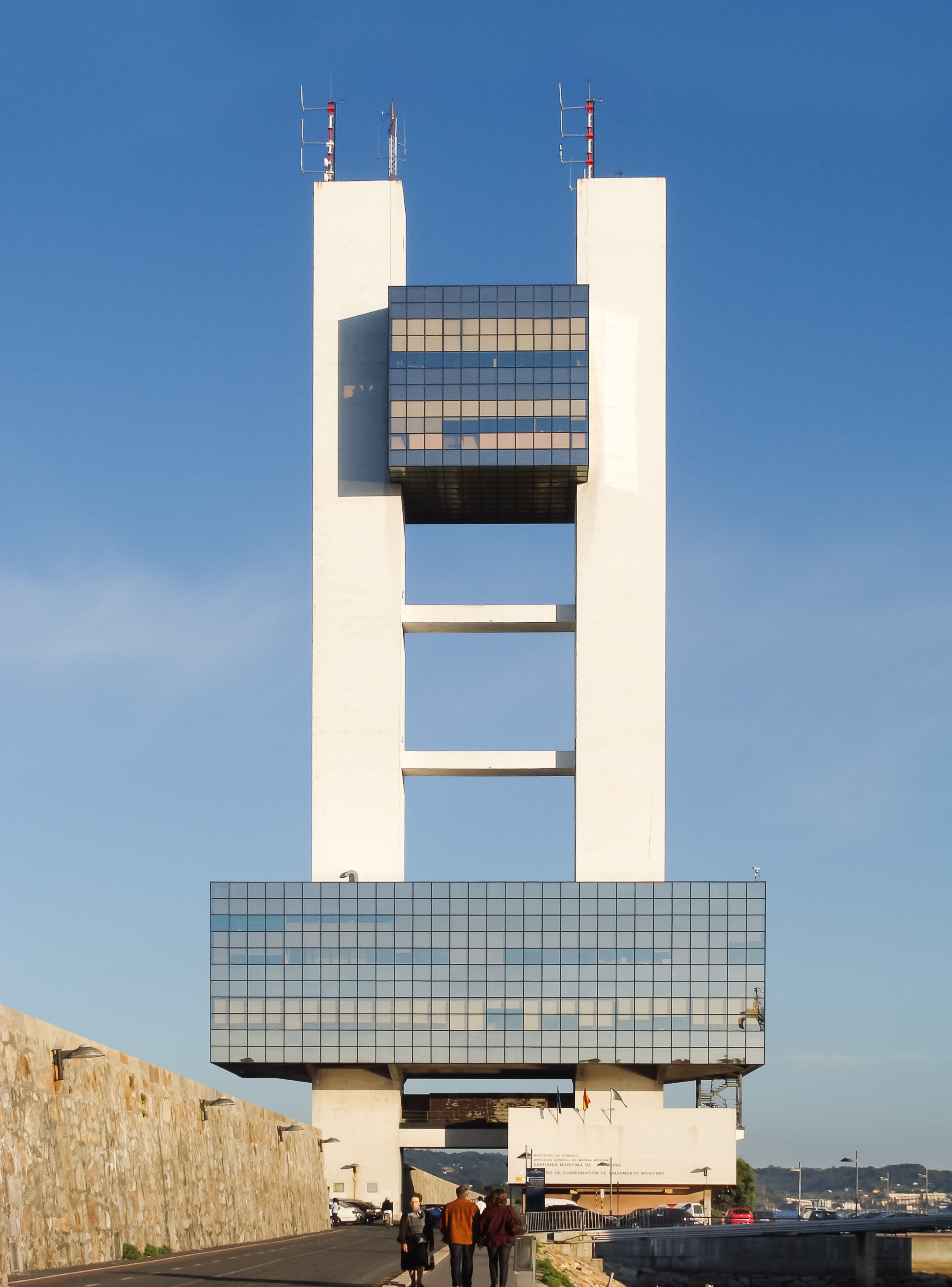
Torre del Centre de Coordinació de Salvament de La Corunya.
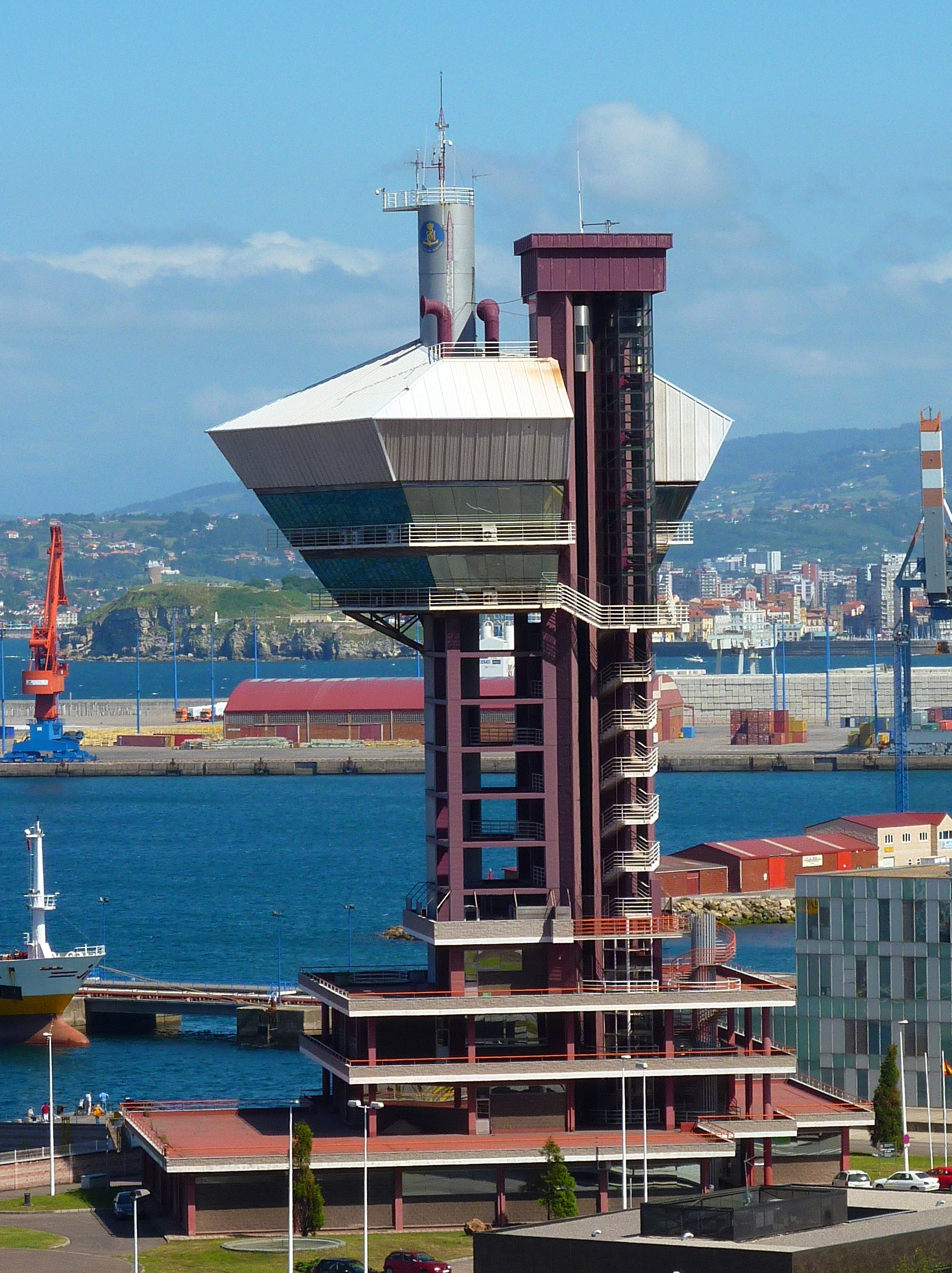
Torre del Centre de Coordinació de Salvament de Gijón.
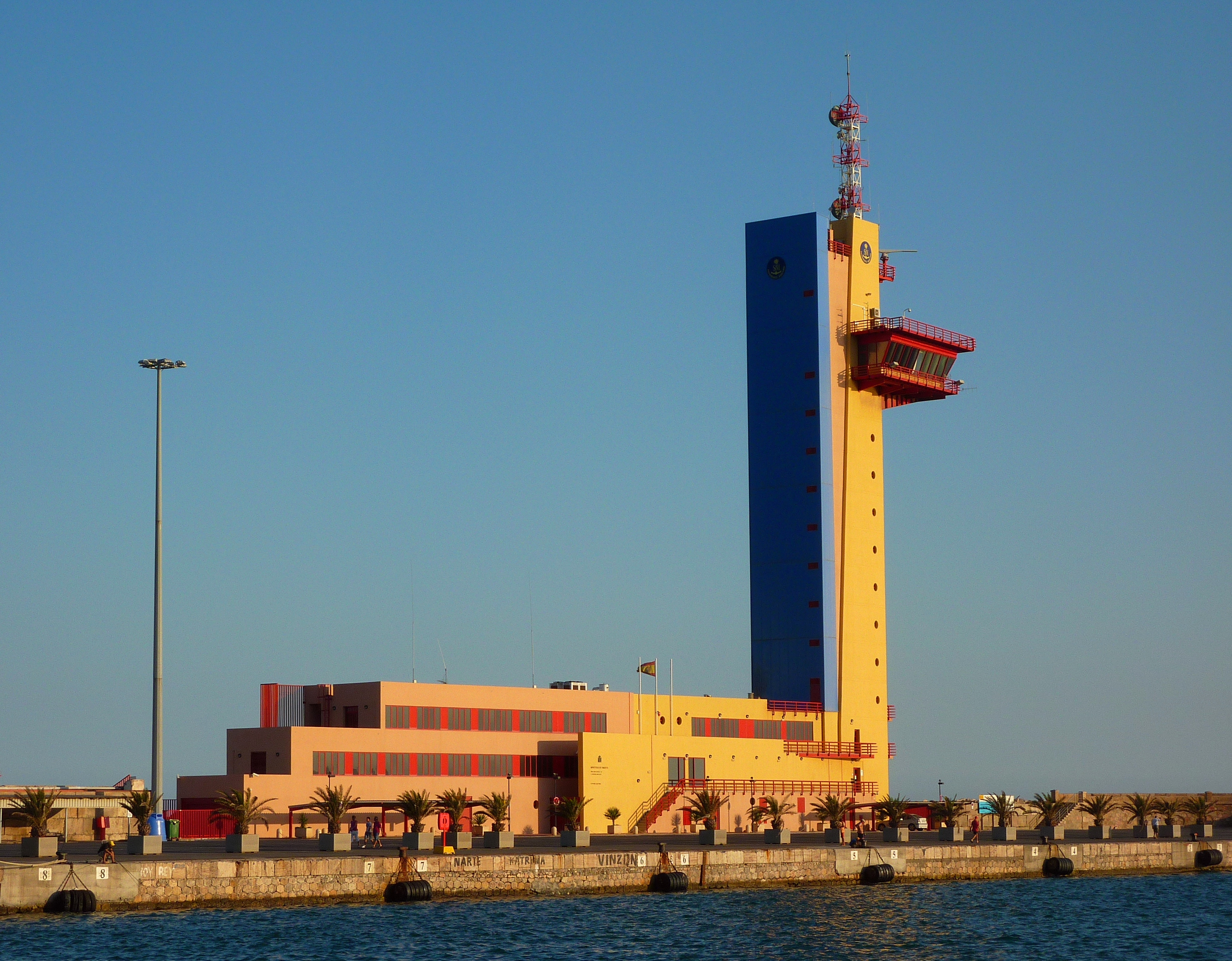
Centre de Coordinació de Salvament d'Almeria.
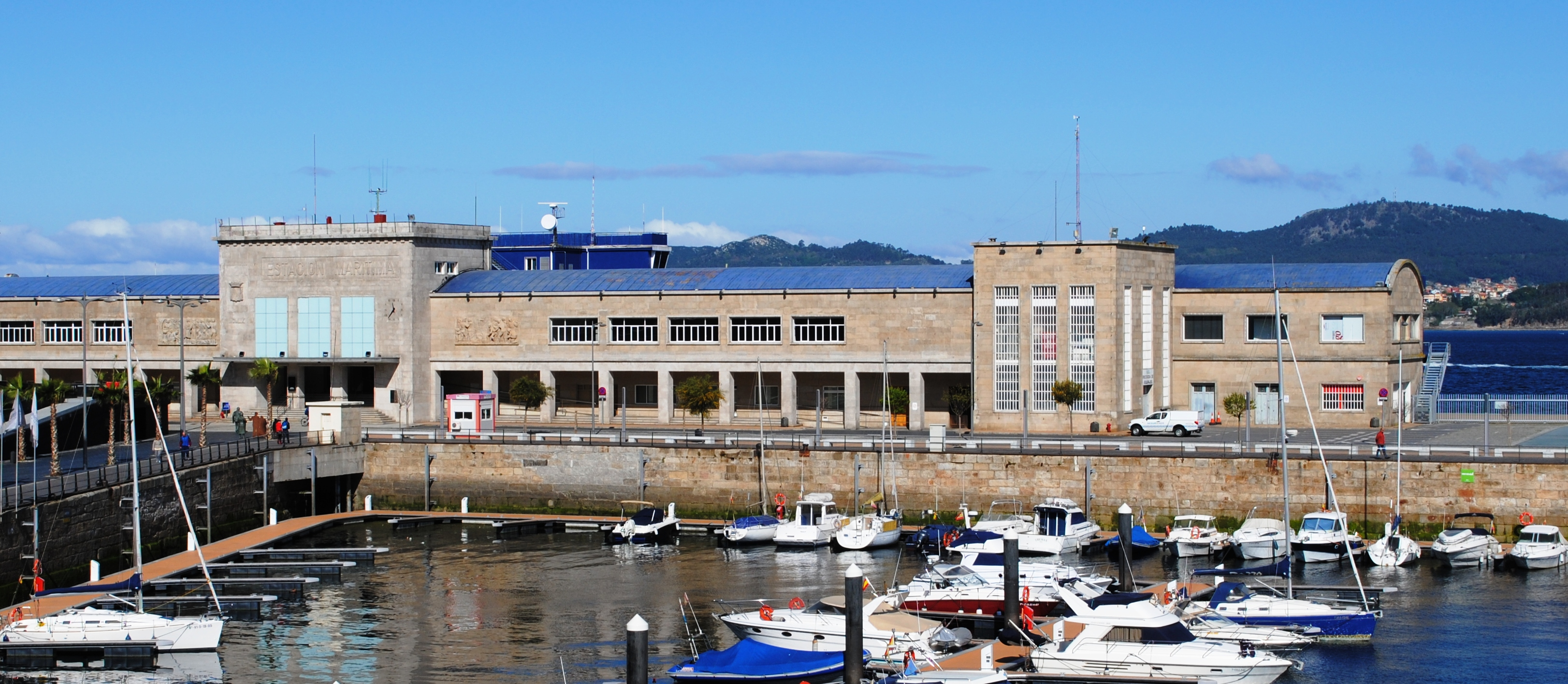
Centre de Coordinació de Salvament de Vigo.

- Centres de Coordinació de Salvament de la zona atlàntica
- CCS Vigo (Vigo (Pontevedra))
- CCS Finisterre (Porto do Son (La Corunya))
- CCS La Corunya (La Corunya)
- CCS Gijón (Gijón (Astúries))
- CCS Santander (Santander (Cantàbria))
- CCS Bilbao (Santurtzi (Biscaia))

- Centres de Coordinació de Salvament de la zona de Canàries
- CCS Las Palmas (Las Palmas de Gran Canària)
- CCS Tenerife (Santa Cruz de Tenerife)

- Centres de Coordinació de Salvament de la zona de l'Estret
- CCS Algesires (Algesires (Cadis))
- CCS Tarifa (Tarifa (Cadis))
- CCS Cadis (Cadis)
- CCS Huelva (Huelva)

- Centres de Coordinació de Salvament de la zona mediterrània
- CCS Palamós (Palamós, Girona)) Tancat en 2012
- CCS Barcelona (Barcelona)
- CCS Tarragona (Tarragona)
- CCS Castelló (Castelló de la Plana)
- CCS València (València)
- CCS Palma (Palma, Balears))
- CCS Cartagena (Cartagena, Múrcia)
- CCS Almeria (Almeria)
- Centre de Coordinació de Salvament Nacional
- CNCS Madrid (Madrid)

## Unitats de salvament

### Unitats marítimes
Per a la realització de la feina, la Societat de Salvament i Seguretat Marítima disposa de mitjans marítims i aeris. Dins de les unitats marítimes disposa d'un total de cinc bucs polivalents, nou remolcadors d'altura, cinc embarcacions polivalents (Guardamars), cinquanta-cinc embarcacions ràpides (Salvamars) i quaranta-dues embarcacions de mida menor (Creu Roja), sumant en total unes 116 embarcacions.

#### Bucs polivalents

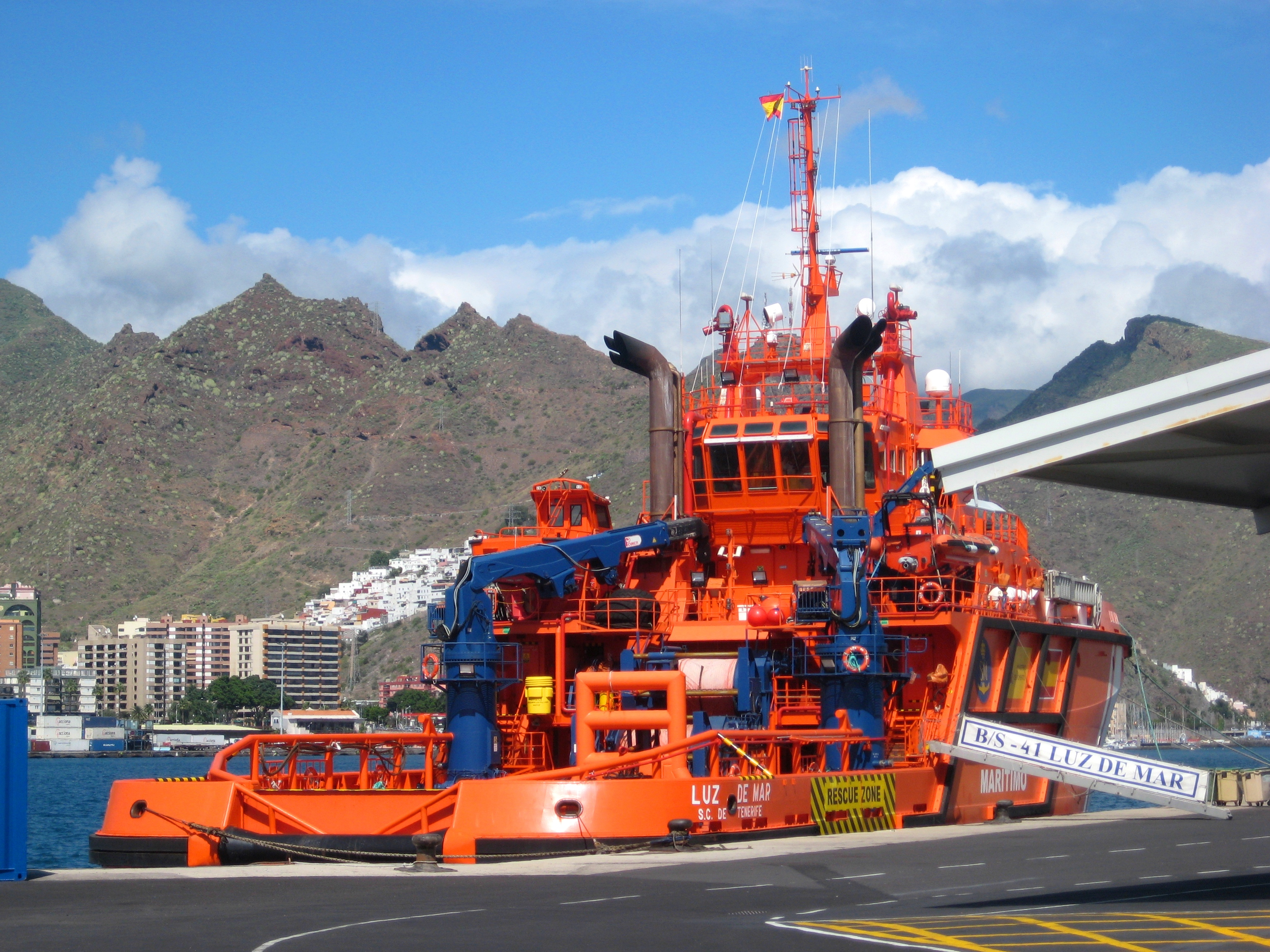
Buc Polivalent Luz de Mar, BS-41, al Port de Santa Cruz de Tenerife.

Bucs de la Classe Luz de Mar
| Nom                 | Codi  | Any  | Potència (cv.) | Tir (tons.) | Eslora (m.) | Zona     |
| ------------------- | ----- | ---- | -------------- | ----------- | ----------- | -------- |
| Luz de Mar          | BS-41 | 2005 | 10 300         | 128         | 56          | Estret   |
| Miguel de Cervantes | BS-21 | 2005 | 10 300         | 128         | 56          | Canàries |

Bucs de la Classe Don Inda
| Nom                 | Codi  | Any  | Potència (cv.) | Tir (tons.) | Eslora (m.) | Zona        |
| ------------------- | ----- | ---- | -------------- | ----------- | ----------- | ----------- |
| Don Inda            | BS-11 | 2006 | 20 600         | 228         | 80          | Atlàntic    |
| Clara Campoamor     | BS-32 | 2007 | 20 600         | 228         | 80          | Mediterrani |
| Heroinas de Salvora |       | 2023 | 15.600 kW      | 213         | 82,35       | Canarias    |

#### Bucs remolcadors

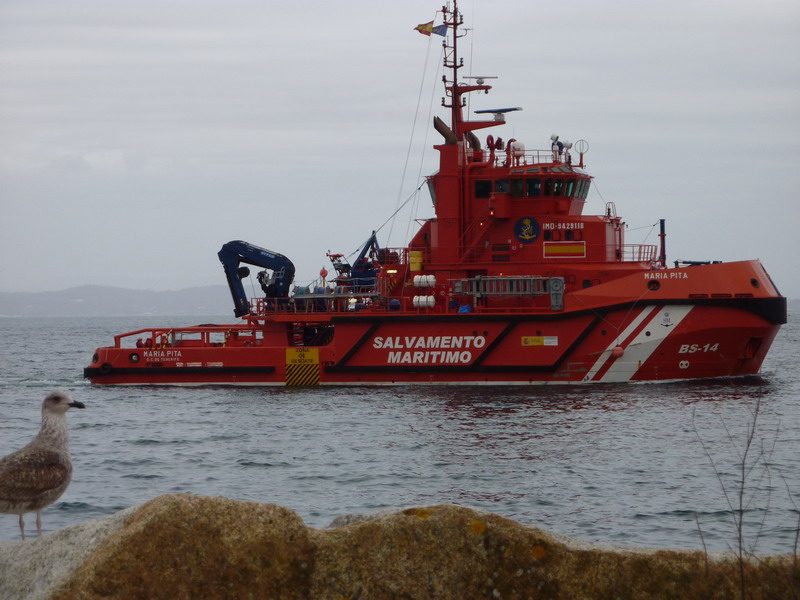
Buc Remolcador María Pita (BS-14).

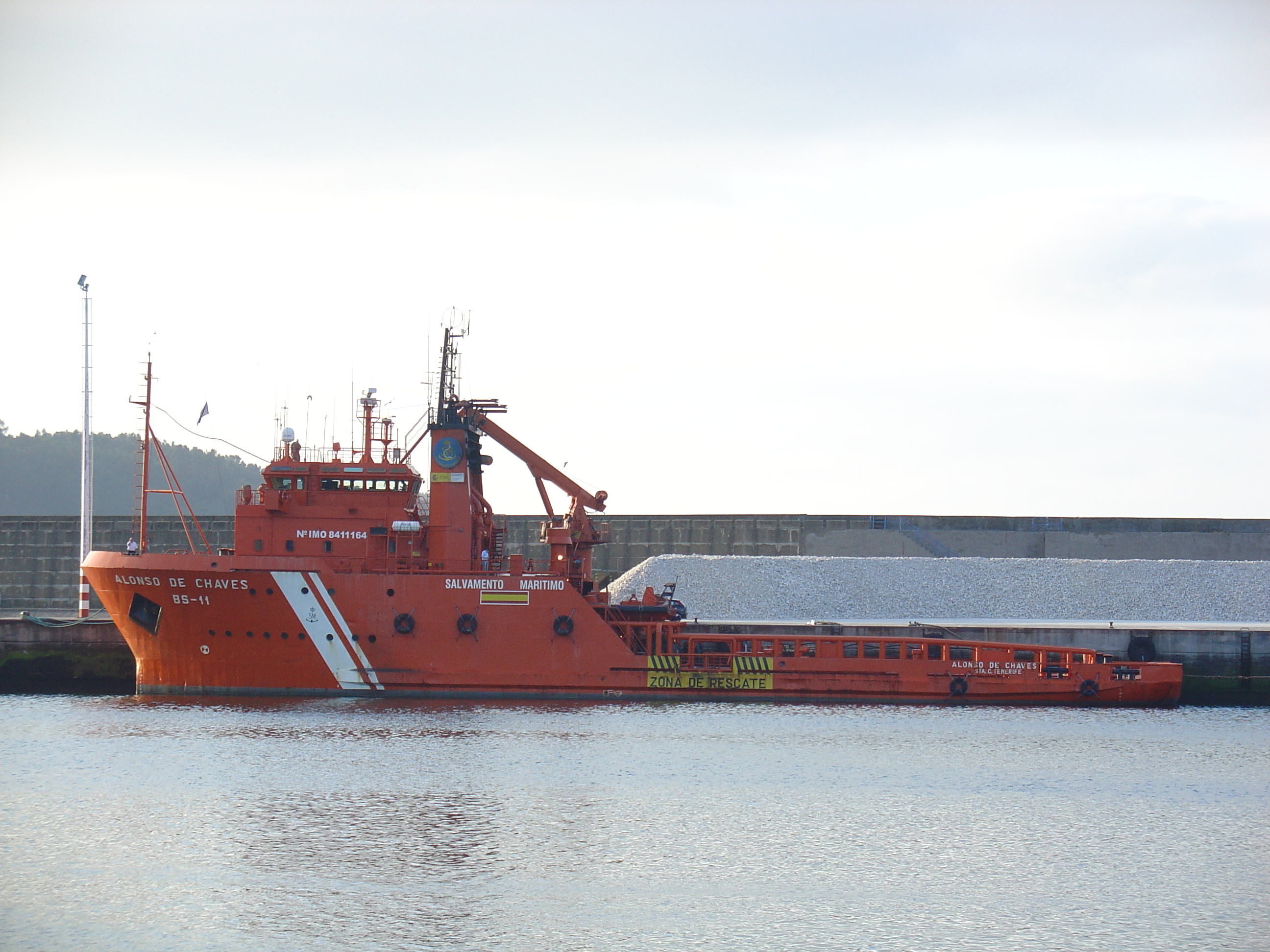
Buc Remolcador Alonso de Chaves (BS-12) al Port de Cillero, Viveiro (Lugo).

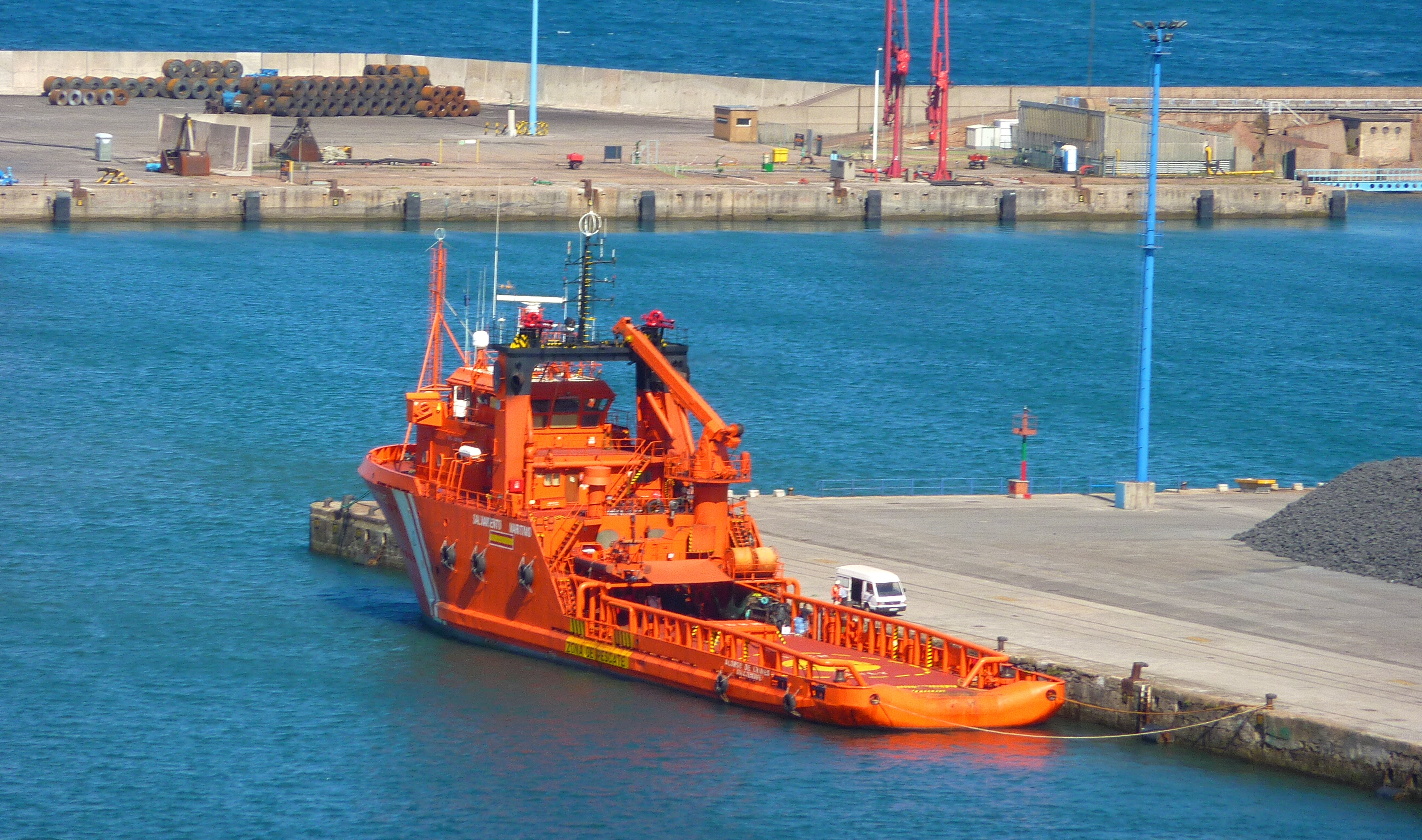
Una altra imatge de l'Alonso de Chaves, aquí al Port del Musel, Gijón (Astúries).

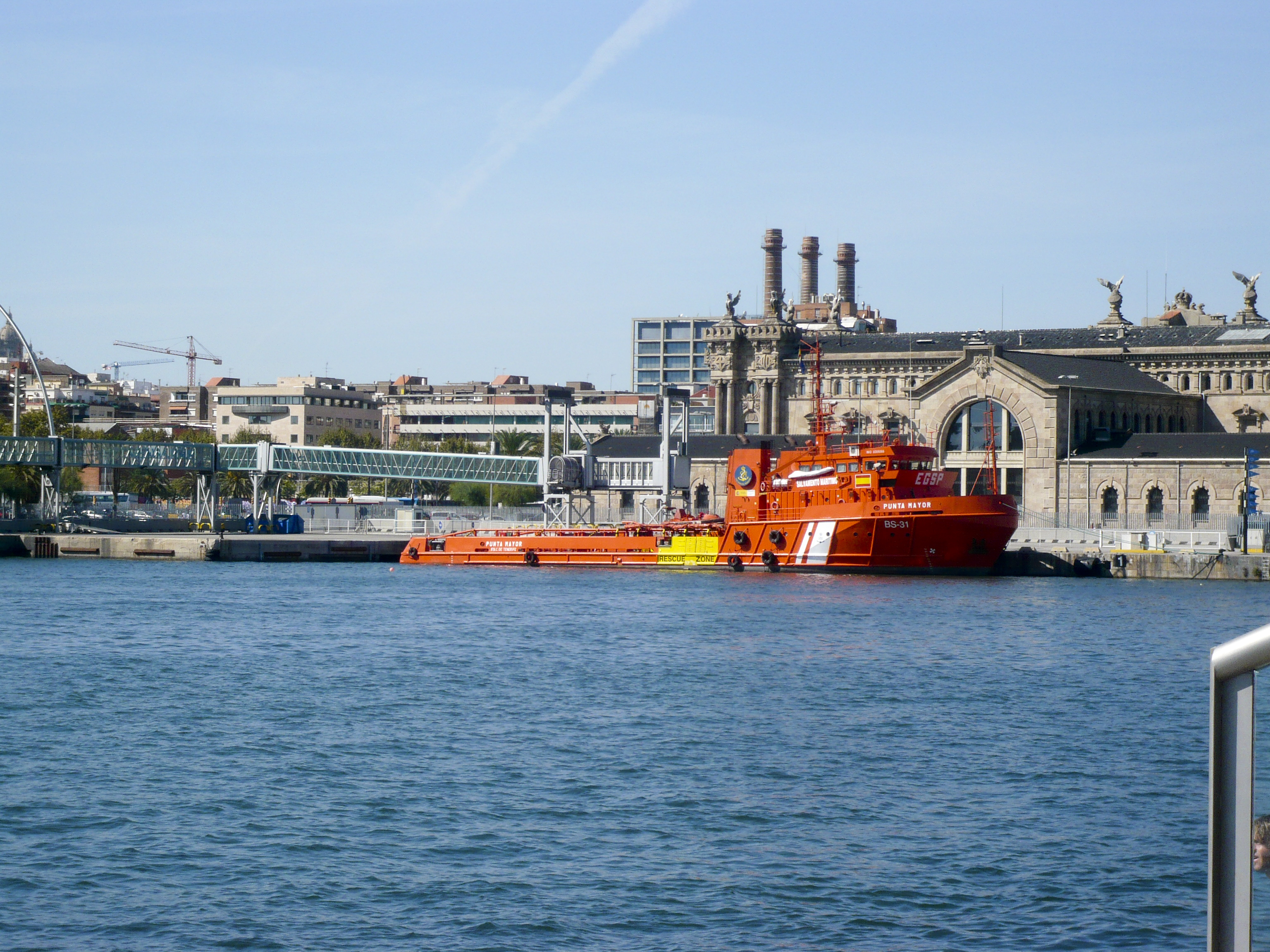
Buc Remolcador Punta Mayor (BS-31) al Port de Barcelona, Barcelona.

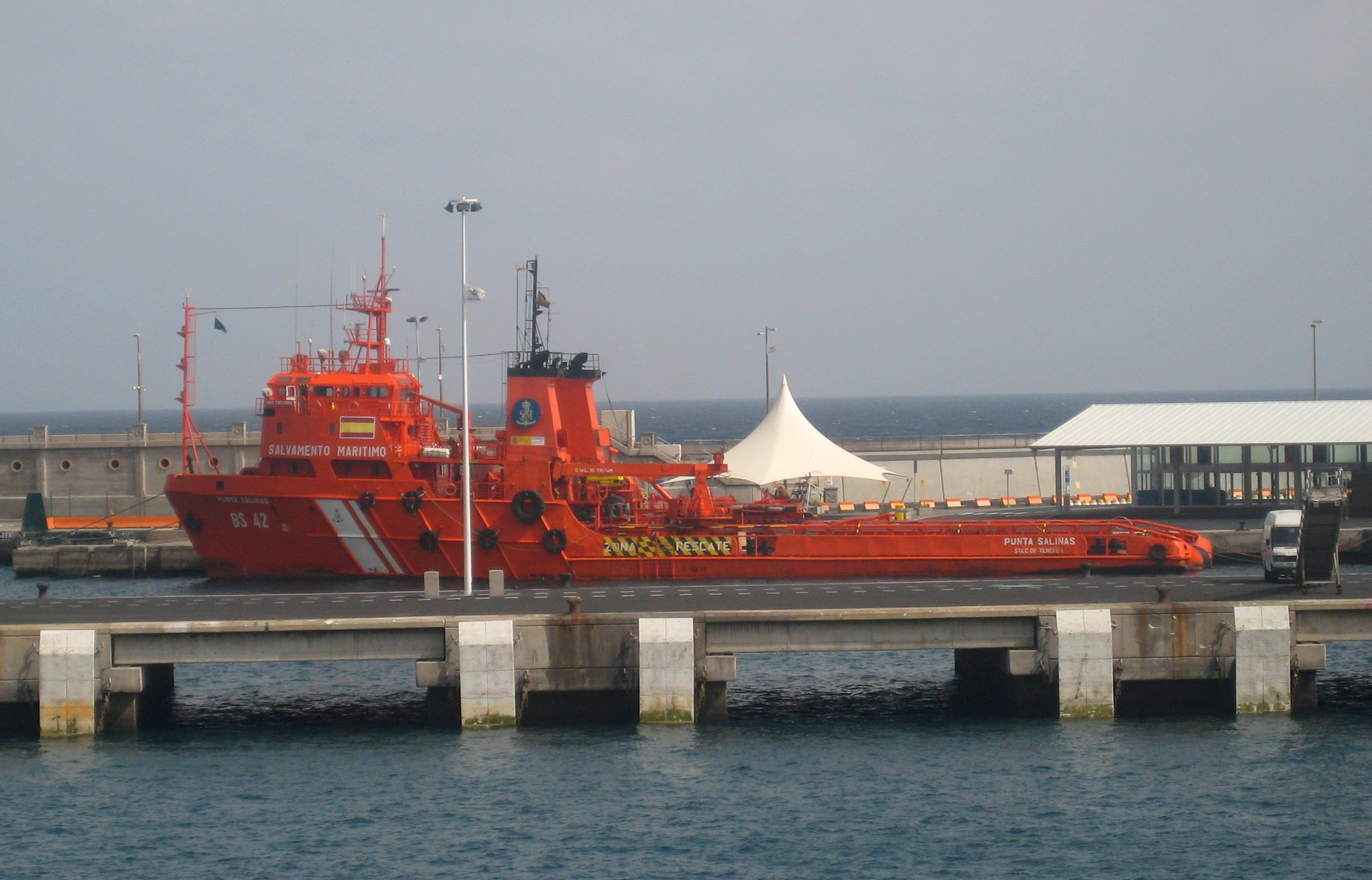
Buc Remolcador Punta Salinas (BS-42) a Santa Cruz de Tenerife.

Salvament Marítim disposa de nou bucs remolcadors
Bucs de la classe María de Maeztu
| Nom              | Codi  | Any  | Potència (cv.) | Tir (tons.) | Eslora (m.) | Zona                 |
| ---------------- | ----- | ---- | -------------- | ----------- | ----------- | -------------------- |
| María Pita       | BS-14 | 2007 | 5 500          | 60          | 39,7        | Galícia (Rías Bajas) |
| María Zambrano   | BS-22 | 2007 | 5 500          | 60          | 39,7        | Golf de Cadis        |
| María de Maeztu  | BS-13 | 2008 | 5 500          | 60          | 39,7        | Cornisa Cantàbrica   |
| Marta Mata       | BS-33 | 2008 | 5 500          | 60          | 39,7        | Baleares             |
| Sar Mastelero    | BS-23 | 2010 | 5 500          | 60          | 39,7        | Mediterrani Sud      |
| Sar Gavia        | BS-15 | 2010 | 5 500          | 60          | 39,7        | Galícia (Rías Altas) |
| Sar Mesana       | BS-34 | 2010 | 5 500          | 60          | 39,7        | Llevant              |
| Punta Mayor      | BS-31 | 1984 | 8.000          | 70          | 60          | Barcelona            |
| Alonso de Chaves | BS-12 | 1987 | 8640           | 70          | 63,90       | Gijón                |

#### Embarcacions Polivalents (Guardamar)

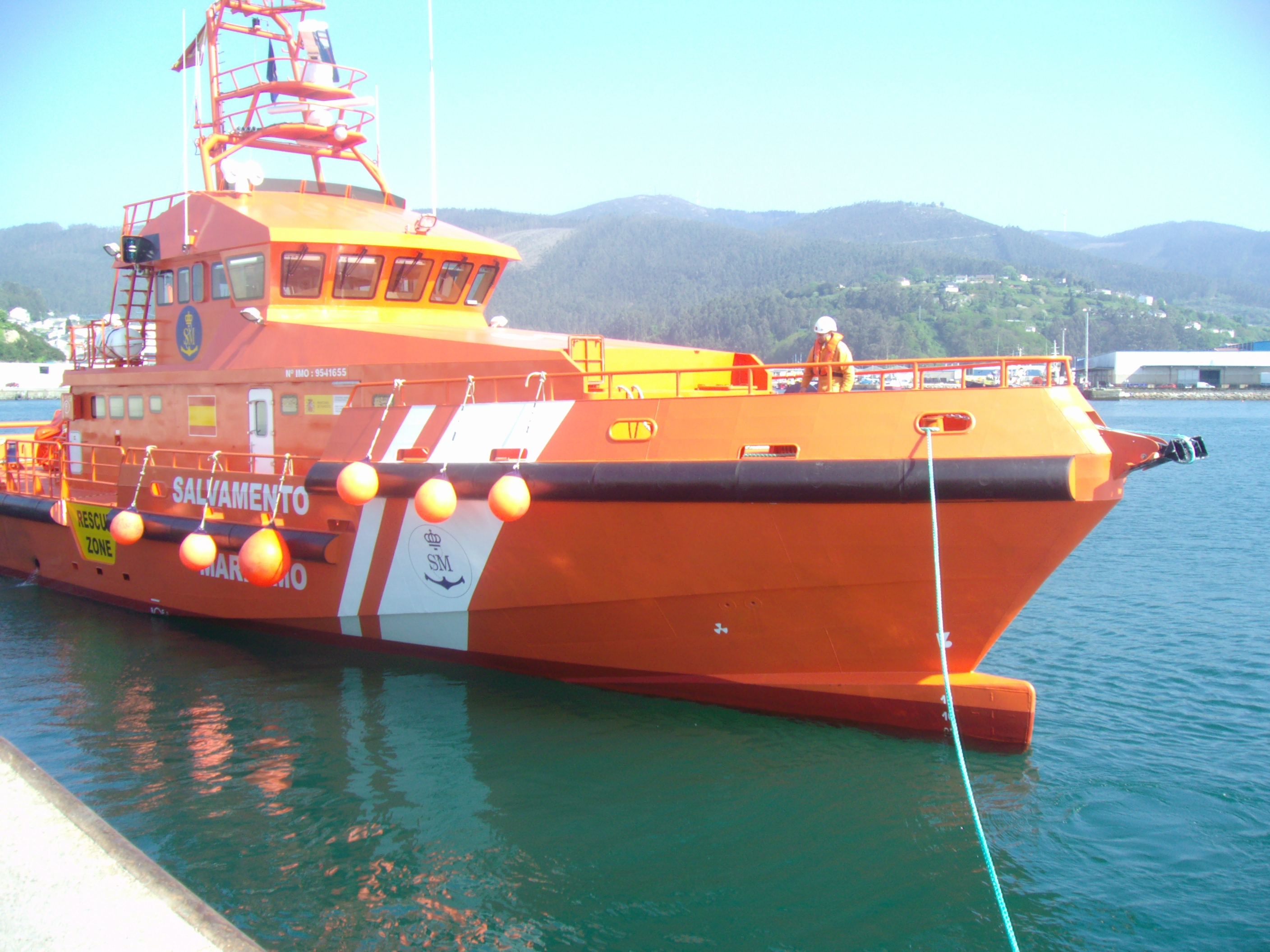
Embarcació d'Intervenció Ràpida Guardamar Concepción Arenal (G-10) al Porto de Celeiro, Viveiro (Lugo).

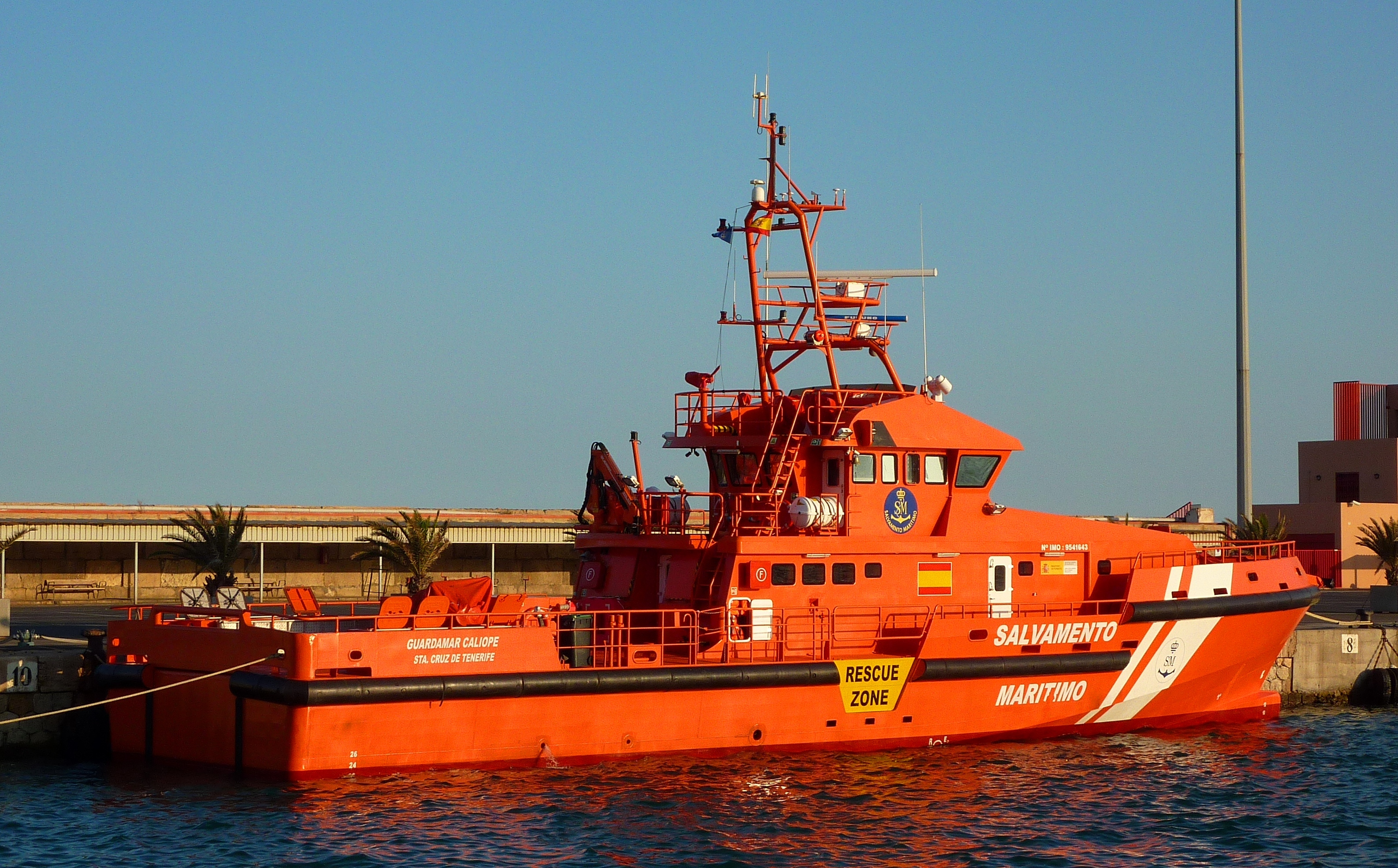
Embarcació d'Intervenció Ràpida Guardamar Calíope (G-40) al Port d'Almeria, Almeria.

Conegudes com a "Guardamares", són un total de cinc embarcacions fabricades per Auxiliar Naval del Principado, del grup Astilleros Armón.
| Nom                                                   | Codi | Entrada en servei    | Potència (cv.) | Tripulació | Eslora (m.) | Base                   | IMO     |
| ----------------------------------------------------- | ---- | -------------------- | -------------- | ---------- | ----------- | ---------------------- | ------- |
| Guardamar Calíope                                     | G-40 | 6 d'octubre de 2008  | 3.480 kW       | 8          | 31          | Almeria                | 9541643 |
| Guardamar Concepción Arenal (ex Guardamar Terpsícore) | G-10 | 18 de febrer de 2009 | 3.480 kW       | 8          | 31          | La Corunya             | 9541655 |
| Guardamar Polimnia                                    | G-30 | 2009                 | 3.480 kW       | 8          | 31          | València               | 9541679 |
| Guardamar Talía                                       | G-20 | 2009                 | 3.480 kW       | 8          | 31          | Santa Cruz de Tenerife | 9541667 |
| Guardamar Uránia                                      |      | 2023                 | 3.680 kW       | 8          | 40          | Lanzarote              | 9967770 |

#### Embarcacions d' intervenció ràpida (Salvamar)
Conegudes com a "Salvamares", són un total de cinquanta-cinc vaixells que són capaços de navegar a alta velocitat (entorn dels trenta nusos), distribuïdes per tota la costa espanyola. Existeixen dos tipus de classes de navilis dins de les Salvamares; les Alusafe 2000, de 20 o 21 metres d'eslora,y las Alusafe 1500, de 15 metros de eslora. Ambdues classes van ser dissenyades per la companyia Maritime Partner AS, de Ålesund, Noruega, que va construir les cinc primeres unitats de les Alusafe 1500 de SASEMAR, havent estat les altres d'aquesta classe i totes les de l'Alusafe 2000 fabricades a Espanya sota llicència, segons un contracte signat al febrer de 1992, per la drassana Auxiliar Naval del Principado, S.A. o AUX NAVAL, S. a., pertanyent al grup Astilleros Armón, a Puerto de Vega, parròquia del conceyu de Navia (Astúries). Un derivat de les Alusafe 1500, la classe Alusafe 1500 MK.II, és emprat a Espanya, en aquest cas en el Servei Marítim de la Guàrdia Civil.
Zona Atlàntica

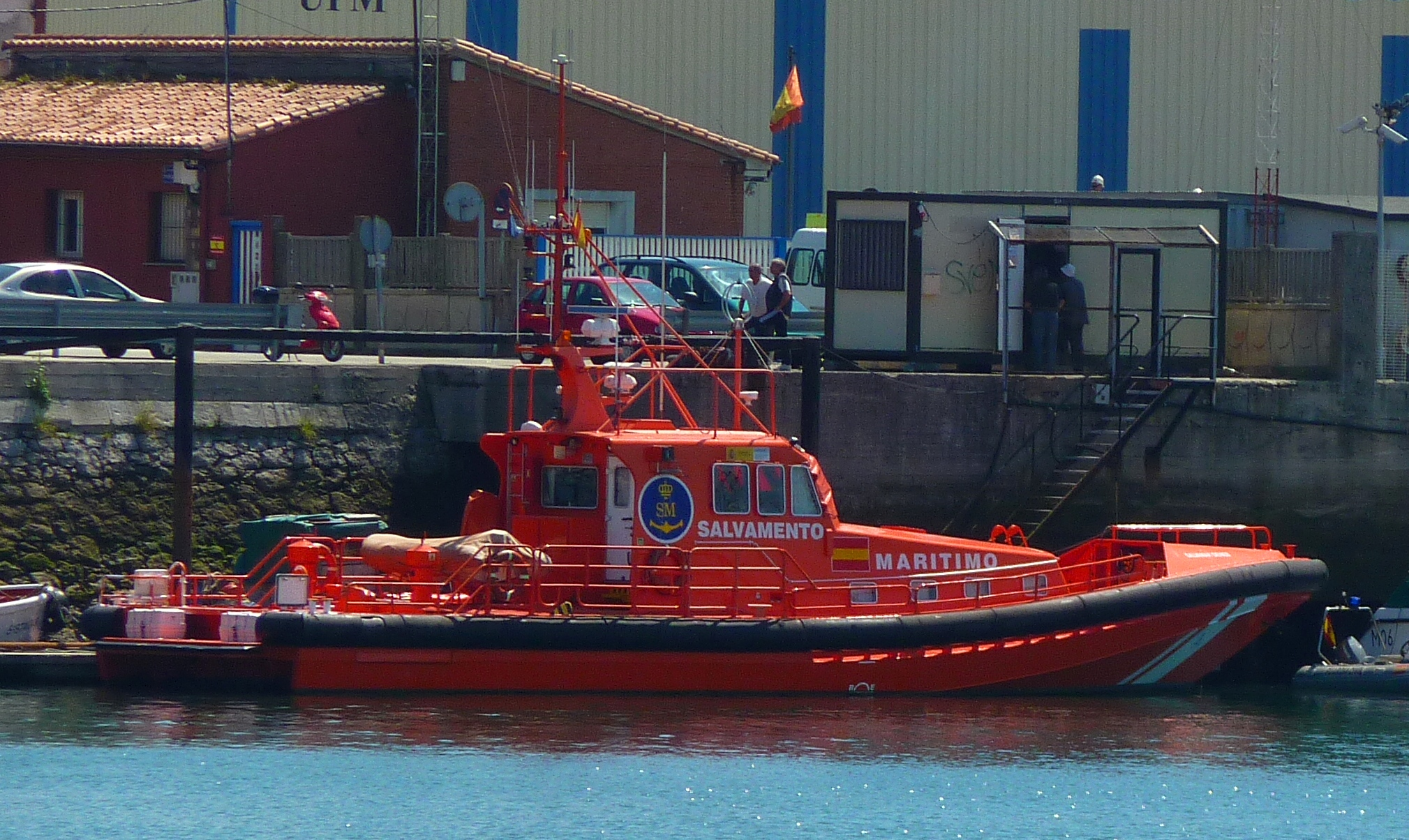
Embarcació de Salvament Salvamar Deneb en la seva base al Port de Santander (Canàbria).
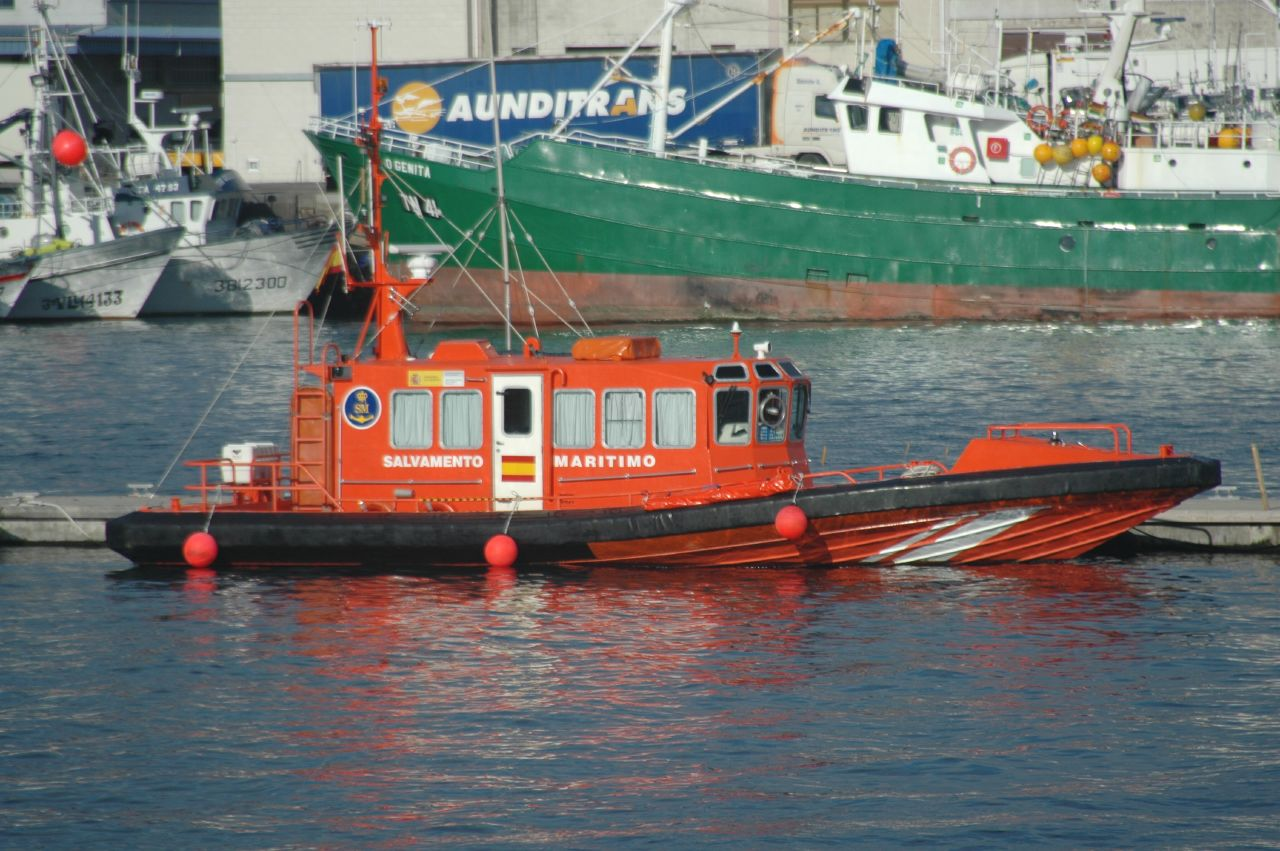
Embarcació de Salvament Salvamar Sargadelos ael Port de Riveira, Riveira (La Corunya).
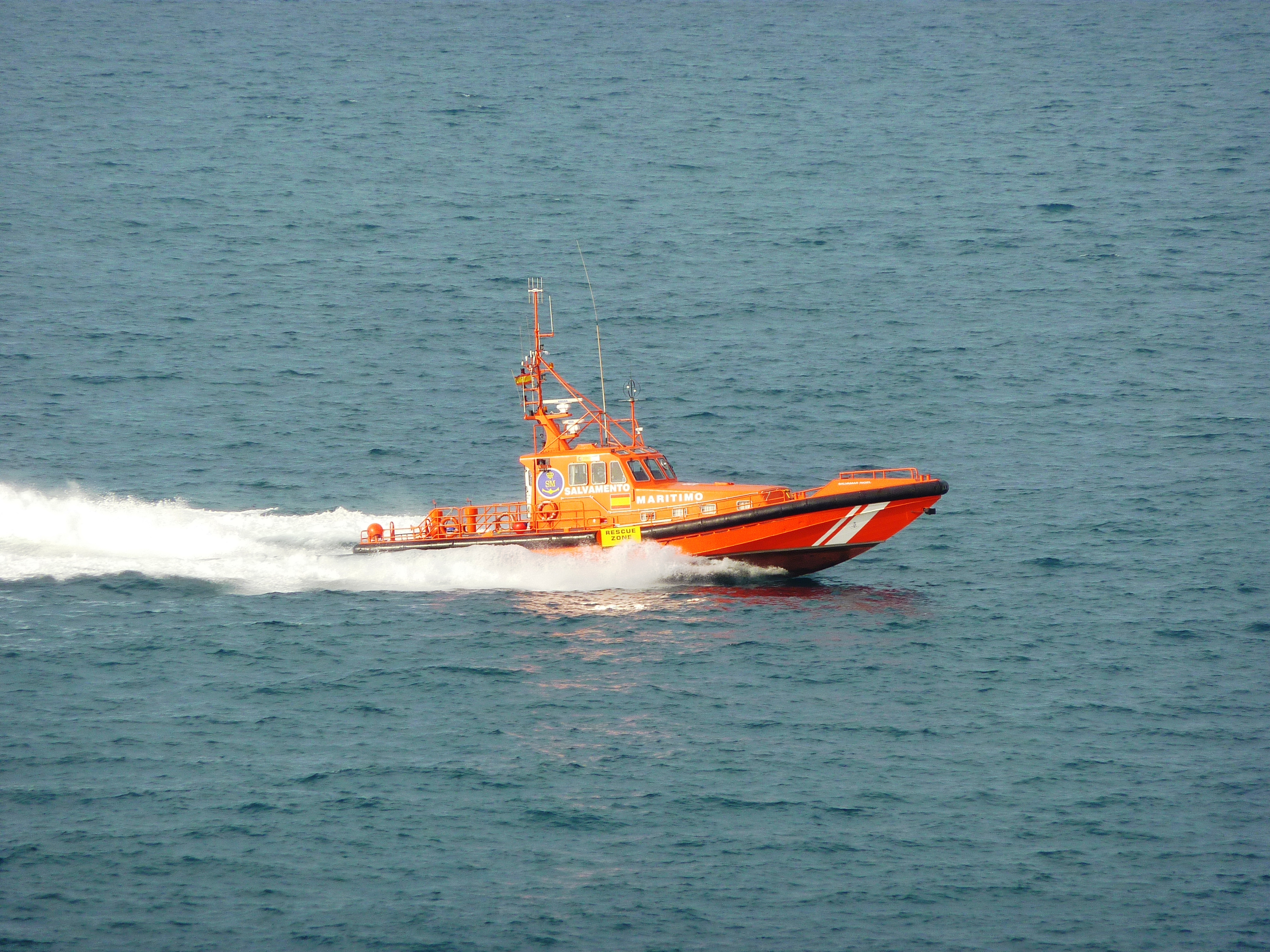
Embarcació de Salvament Salvamar Rigel.
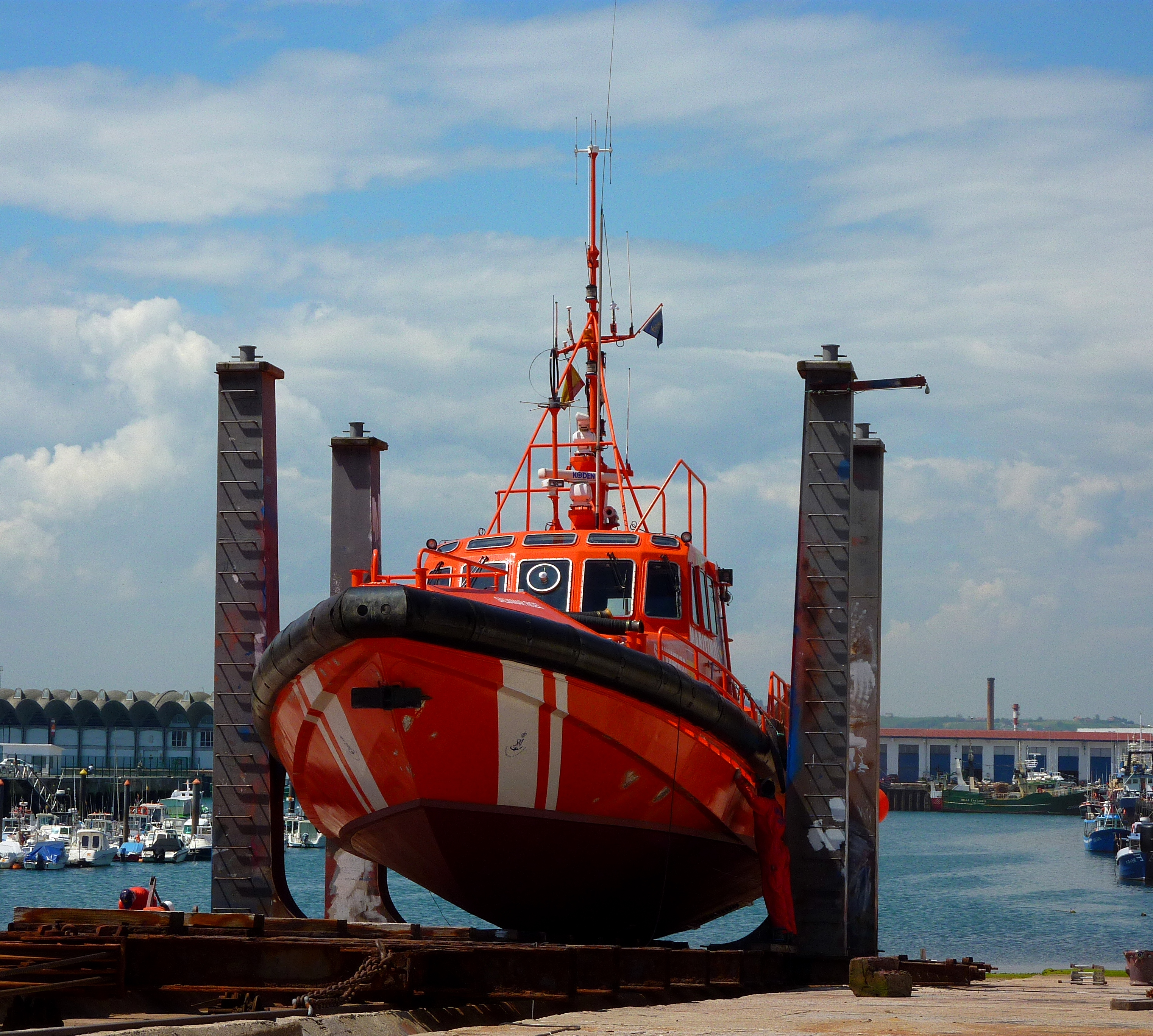
De nou la Salvamar Rigel, aquí al varador del Port de Santander (Cantàbria).

| Nom          | Entrada en servei      | Potència (cv.) | Tripulació | Eslora (m.) | Base                           |
| ------------ | ---------------------- | -------------- | ---------- | ----------- | ------------------------------ |
| Orión        | 22 de desembre de 1999 | 2 x 1.300      | 3          | 20          | Pasaia (Guipúscoa)             |
| Monte Gorbea | 1 de juliol de 1992    | 2 x 450        | 3          | 15          | Bermeo (Biscaia)               |
| Alcyone      | 27 de juny de 2008     | 2 x 1.300      | 3          | 21          | Bilbao                         |
| Deneb        | 24 de gener de 2001    | 2 x 1.400      | 3          | 21          | Santander (Cantàbria)          |
| Castor       | 20 de juliol de 1991   | 2 x 450        | 3          | 15          | Llanes (Astúries)              |
| Rigel        | 3 d'abril de 2000      | 2 x 1.300      | 3          | 20          | Gijón (Astúries)               |
| Capella      | 20 de març de 2002     | 2 x 1.400      | 3          | 21          | Ḷḷuarca (Astúries)             |
| Alioth       | 29 d'octubre de 2007   | 2 x 1.400      | 3          | 21          | Burela (Lugo)                  |
| Sargadelos   | 1 de febrer de 1995    | 2 x 450        | 3          | 15          | Ribeira (La Corunya)           |
| Shaula       | 1 de juliol de 2001    | 2 x 1.400      | 3          | 21          | Cariño (La Corunya)            |
| Betelgeuse   | 23 d'abril de 2017     | 2 x 1.400      | 3          | 22          | La Corunya                     |
| Altair       | 30 de novembre de 2000 | 2 x 1.400      | 3          | 21          | Camariñas (La Corunya)         |
| Regulus      | 1 de setembre de 2003  | 2 x 1.400      | 3          | 21          | Porto do Son (La Corunya)      |
| Mirach       | 2 de desembre de 2002  | 2 x 1.400      | 3          | 21          | Cangas de Morrazo (Pontevedra) |

Zona de Canàries
| Nom        | Entrada en servei     | Potència (cv.) | Tripulació | Eslora (m.) | Base                                                |
| ---------- | --------------------- | -------------- | ---------- | ----------- | --------------------------------------------------- |
| Adhara     | 11 d'agost de 2006    | 2 x 1.400      | 4          | 21          | La Restinga (Santa Cruz de Tenerife)                |
| Mizar      | 11 de febrer de 2005  | 2 x 450        | 4          | 15          | San Sebastián de La Gomera (Santa Cruz de Tenerife) |
| Alphard    | 1 de juny de 2007     | 2 x 1.400      | 4          | 21          | Santa Cruz de La Palma (Santa Cruz de Tenerife)     |
| Alpheratz  | 20 de juny de 2006    | 2 x 1.400      | 4          | 21          | Los Cristianos (Santa Cruz de Tenerife)             |
| Menkalinan | 3 d'agost de 2005     | 2 x 1.400      | 4          | 21          | San Juan (Santa Cruz de Tenerife)                   |
| Tenerife   | 5 de setembre de 1995 | 2 x 1.250      | 4          | 20          | Santa Cruz de Tenerife                              |
| Macondo    | 27 de Gener de 2021   | 2 x 1.400      | 4          | 22          | Arguineguín (Las Palmas)                            |
| Nunki      | 4 de febrer de 2002   | 2 x 1.400      | 4          | 21          | Las Palmas de Gran Canaria                          |
| Mizar      | 12 d'agost de 2004    | 2 x 1.400      | 4          | 21          | Gran Tarajal (Las Palmas)                           |
| Al Nair    | 1 de maig de 2010     | 2 x 1.000      | 4          | 21          | Arrecife (Las Palmas)                               |

Zona de l'Estret

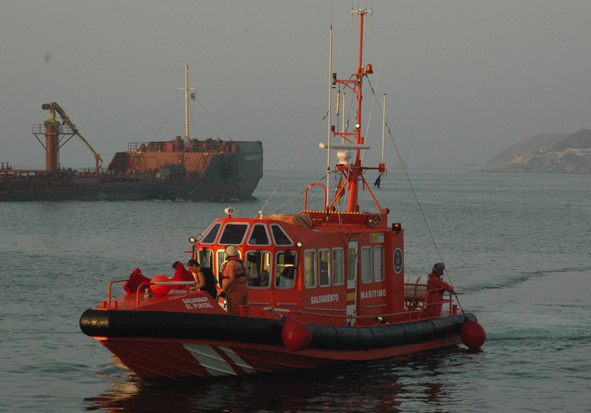
Embarcació de Salvament Salvamar El Puntal al Port de Ceuta, Ceuta.
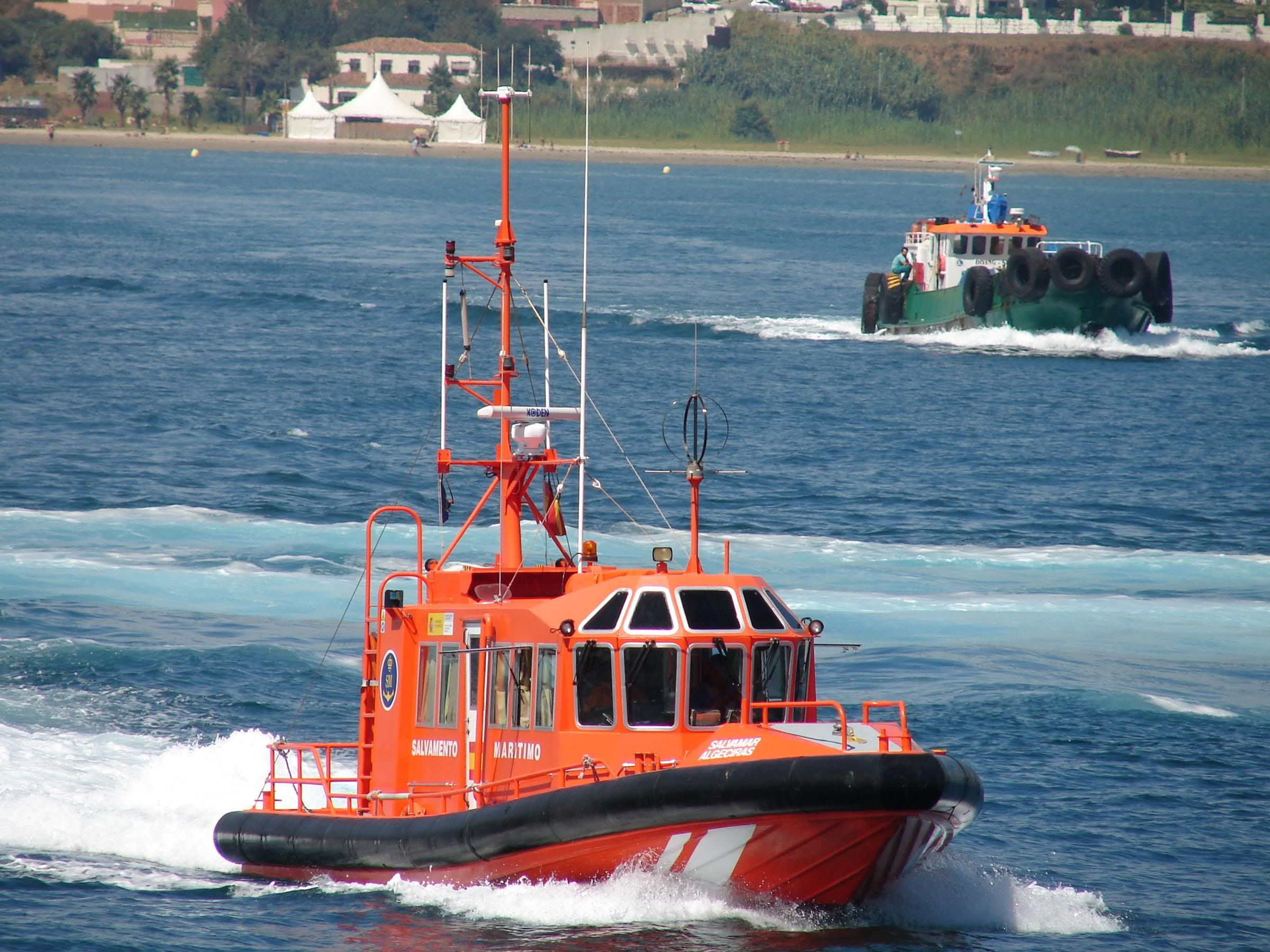
Embarcación de Salvamento Salvamar Algeciras al Port d'Algesires, Algesires (Cadis).

| Nom      | Entrada en servei      | Potència (cv.) | Tripulació | Eslora (m.) | Base              |
| -------- | ---------------------- | -------------- | ---------- | ----------- | ----------------- |
| Alkaid   | 12 d'agost de 1998     | 2 x 1.250      | 4          | 20          | Mazagón (Huelva)  |
| Enif     | 29 de juny de 2020     | 2 x 1.400      | 4          | 22          | Barbate (Cadis)   |
| Suhail   | 12 de novembre de 2009 | 2 x 1.300      | 4          | 20          | Cadis             |
| Arcturus | 12 d'agost de 2019     | 2 x 1.400      | 4          | 22          | Tarifa (Cadis)    |
| Atria    | 1 d'abril de 2009      | 2 x 1.300      | 4          | 21          | Ceuta             |
| Mirfak   | 5 de juny de 2007      | 2 x 1.300      | 3          | 21          | Melilla           |
| Denébola | 1 de novembre de 2009  | 2 x 1.300      | 4          | 21          | Algesires (Cadis) |
| Alnitak  | 23 de juliol de 2007   | 2 x 1.400      | 4          | 21          | Màlaga            |
| Gadir    | 20 de maig de 20007    | 2 x 1.400      | 4          | 21          | Estepona (Màlaga) |
| Gienah   | 6 de novembre de 2020  | 2 x 1.400      | 4          | 22          | Motril (Granada)  |
| Hamal    | 2 de Gener de 2006     | 2 x 1.400      | 4          | 21          | Caleta            |

Zona de la Mediterrània

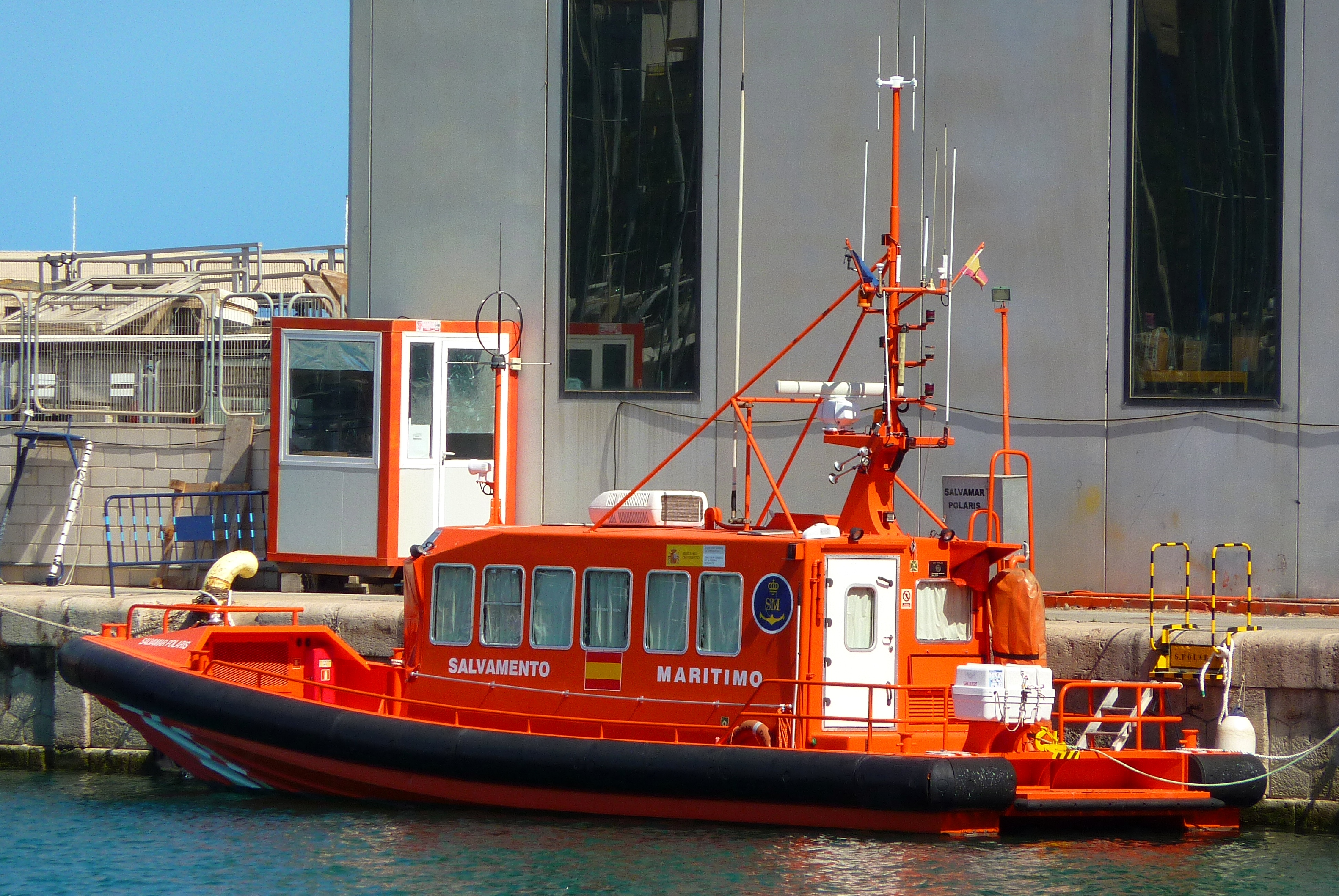
Embarcació de Salvament Salvamar Polaris al Port d'Alacant, Alacant.
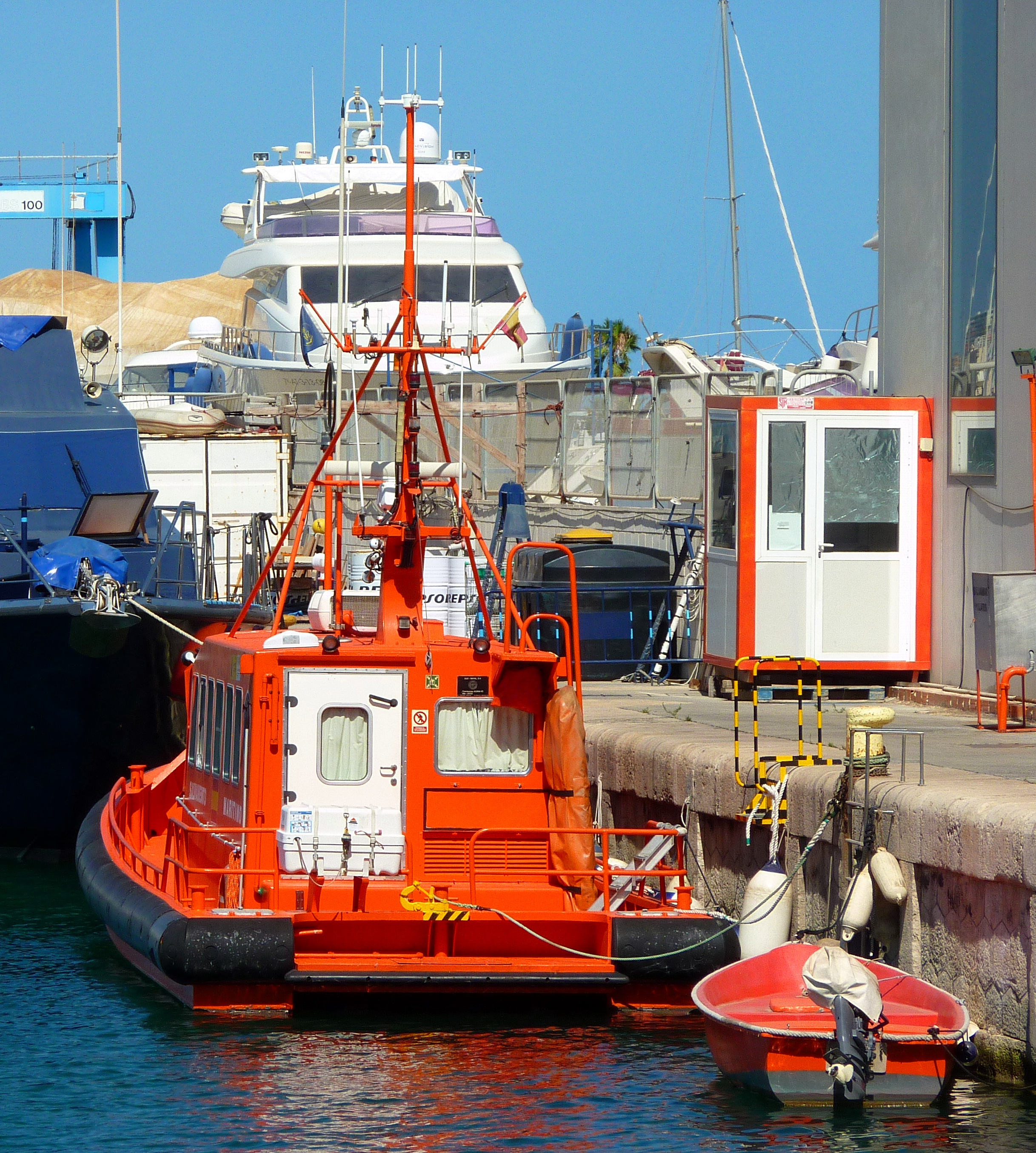
Vista per la popa de la Salvamar Polaris.

| Nom       | Entrada en servei       | Potència (cv.) | Tripulació | Eslora (m.) | Base                                 |
| --------- | ----------------------- | -------------- | ---------- | ----------- | ------------------------------------ |
| Spika     | 3 d'agost de 20020      | 2 x 1.400      | 4          | 22          | Almeria                              |
| Algenib   | 21 d'octubre de 2002    | 2 x 1.400      | 4          | 21          | Garrucha (Almeria)                   |
| Draco     | 1 d'agost de 2021       | 2 x 1.400      | 4          | 22          | Cartagena (Múrcia)                   |
| Leo       | 12 de juliol de 2022    | 2 x 1.400      | 4          | 22          | Alacant                              |
| Diphda    | 1 de maig de 2007       | 2 x 1.300      | 3          | 21          | Xàbia (Alacant)                      |
| Sabik     | 26 de març de 2007      | 2 x 1.400      | 3          | 21          | Borriana (Castelló)                  |
| Pollux    | 12 de març de 2001      | 2 x 1400       | 3          | 21          | València                             |
| Achernar  | 1 d'agost de 2007       | 2 x 450        | 3          | 15          | Sant Carles de la Ràpita (Tarragona) |
| Fomalhaut | 5 de desembre de 2017   | 2 x 1.400      | 3          | 21          | Tarragona                            |
| Polaris   | 1 d'agost de 1996       | 2 x 450        | 3          | 15          | Vilanova i la Geltrú (Barcelona)     |
| Mintaka   | 1 de desembre de 2009   | 2 x 1.400      | 3          | 21          | Barcelona                            |
| Sirius    | 20 de maig de 2000      | 2 x 1.300      | 3          | 20          | Palamós (Girona)                     |
| Lyra      | 12 de juliol de 2023    | 2 x 1.400      | 3          | 22          | Roses (Girona)                       |
| Alnilam   | 29 de maig de 2007      | 2 x 1.400      | 3          | 21          | Port de la Selva (Girona)            |
| Acrux     | 16 de novembre de 2020  | 2 x 1.400      | 4          | 22          | Eivissa (Balears)                    |
| Libertas  | 14 de novembre de 20210 | 2 x 1.400      | 4          | 22          | Port Portals (Balears)               |
| Saiph     | 1 de maig de 2009       | 2 x 1.300      | 4          | 21          | L'Alcúdia (Balears)                  |
| Mimosa    | 11 de juliol de 2006    | 2 x 1.300      | 4          | 21          | Port Colom (Balears)                 |
| Antares   | 20 de juliol de 1999    | 2 x 1.300      | 4          | 21          | Maó (Balears)                        |
| Markab    | 7 de maig de 2002       | 2 x 1.400      | 4          | 21          | Ciutadella de Menorca (Balears)      |

Embarcacions de cobertura

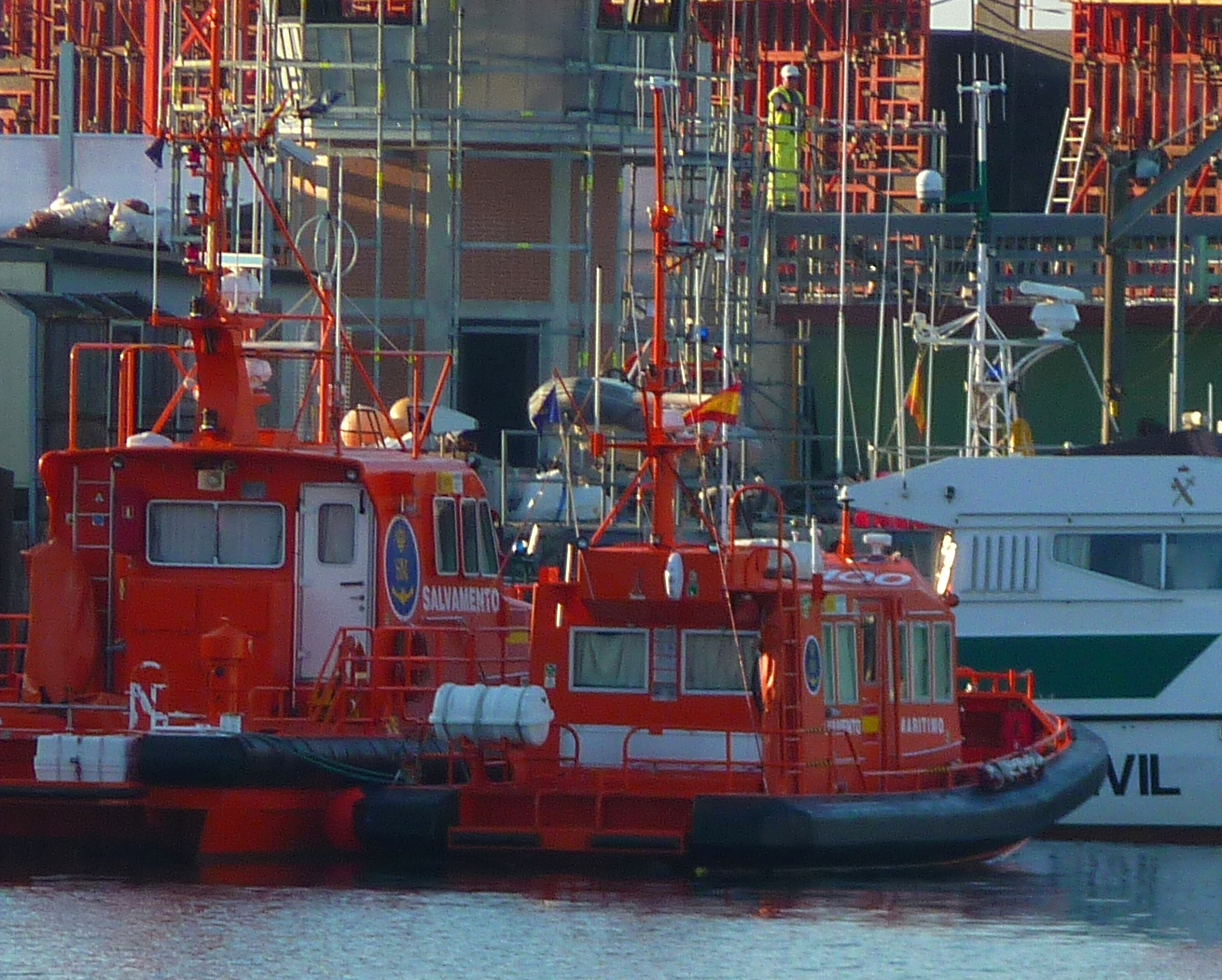
Embarcació de salvament Salvamar Alonso Sánchez a Santander (abarloada a la Salvamar Deneb).

Salvamar itinerant
| Nom            | Entrada en servei     | Potència (cv.) | Tripulació | Eslora (m.) | Base      |
| -------------- | --------------------- | -------------- | ---------- | ----------- | --------- |
| Illes Pitiuses | 1 de novembre de 1992 | 2 x 450        | 3          | 15          | Itinerant |

Mitjançant el Pla d'Actuació Conjunta, subscrit amb Creu Roja el 17 de gener de 1995, Salvament Marítim també explica per a les tasques de rescat amb quaranta-dues embarcacions de menor grandària que les Salvamar.

#### Embarcacions de lluita contra la contaminació
| Nom          | Entrada en servei | Potència (cv.) | Tripulació | Eslora (m.) | Base       |
| ------------ | ----------------- | -------------- | ---------- | ----------- | ---------- |
| Urania Mella | 2009              | 540 x 2        | 10         | 73,5 m      | La Corunya |

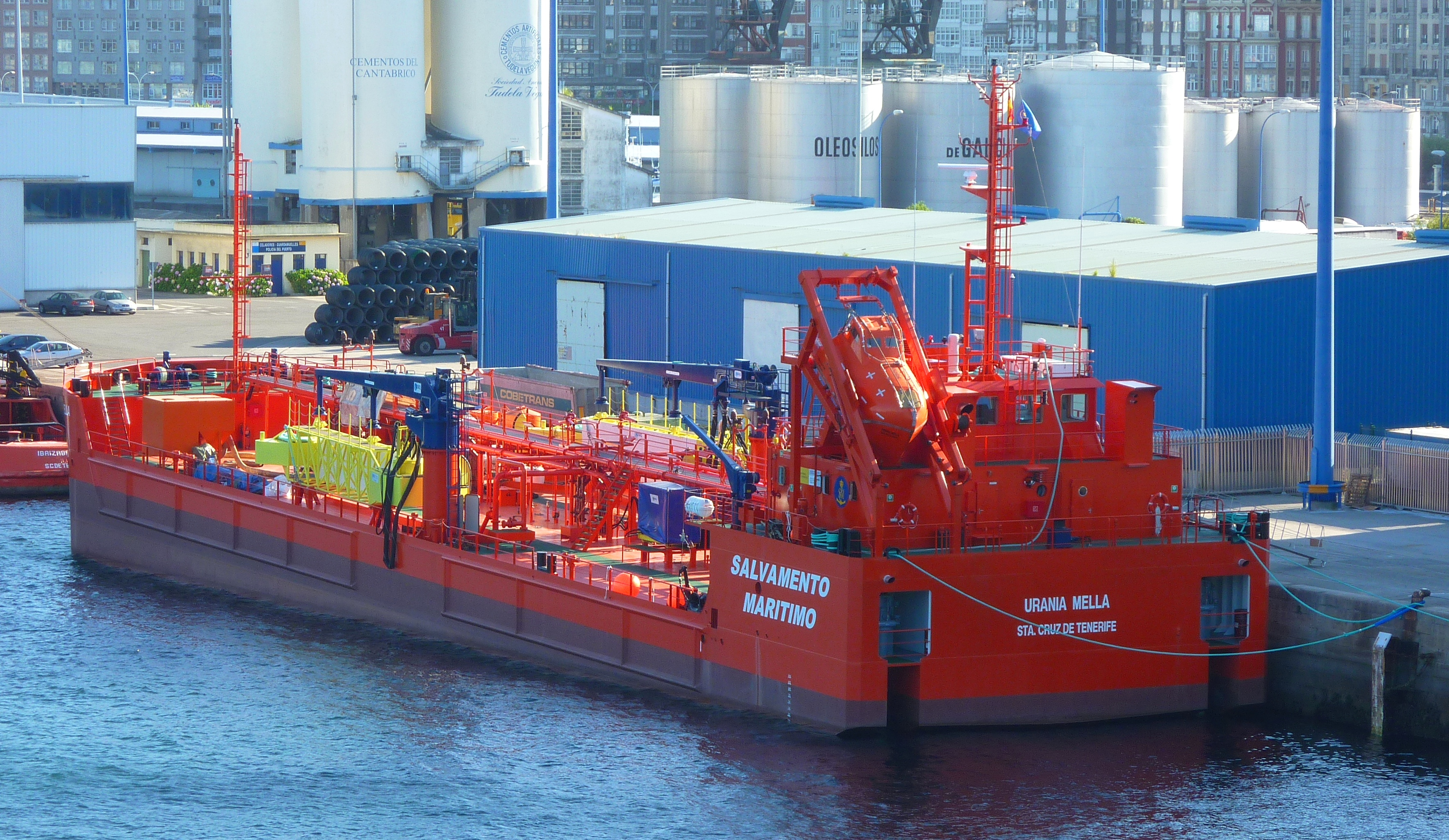
El buc de lluita contra la contaminació Urania Mella al Port de La Corunya.

Per a la lluita contra els abocaments contaminants i vessaments d'hidrocarburs al mar, Salvament Marítim compta amb el buc recollidor, l'Urania Mella. Va ser construït a les Drassanes Cardama de Vigo (Pontevedra), i és una unitat noliejada a Sertosa Norte, amb seu a La Corunya i propietat del Grup Ibaizábal. La seva capacitat d'emmagatzematge és de 3.100 m³. L'any 2013 el buc va ser retornat a l'armador per falta de fons de l'administració (el seu lloguer costava uns 80.000 euros mensuals) i reacondicionat per al subministrament de bunkering al Port de la Corunya i en l'actualitat presta servei rebatejat amb el nom de Monte Arucas, el casc de la qual també va ser repintat, en aquesta ocasió en color negre. Malgrat això, tant la companyia Sertosa com l'administració estatal asseguren que la lluita contra la contaminació és la funció prioritària i precisen que en cas que se'l requereixi, el vaixell pot descarregar a Ferrol i posar-se en servei en no més de quatre hores.

### Unitats aèries

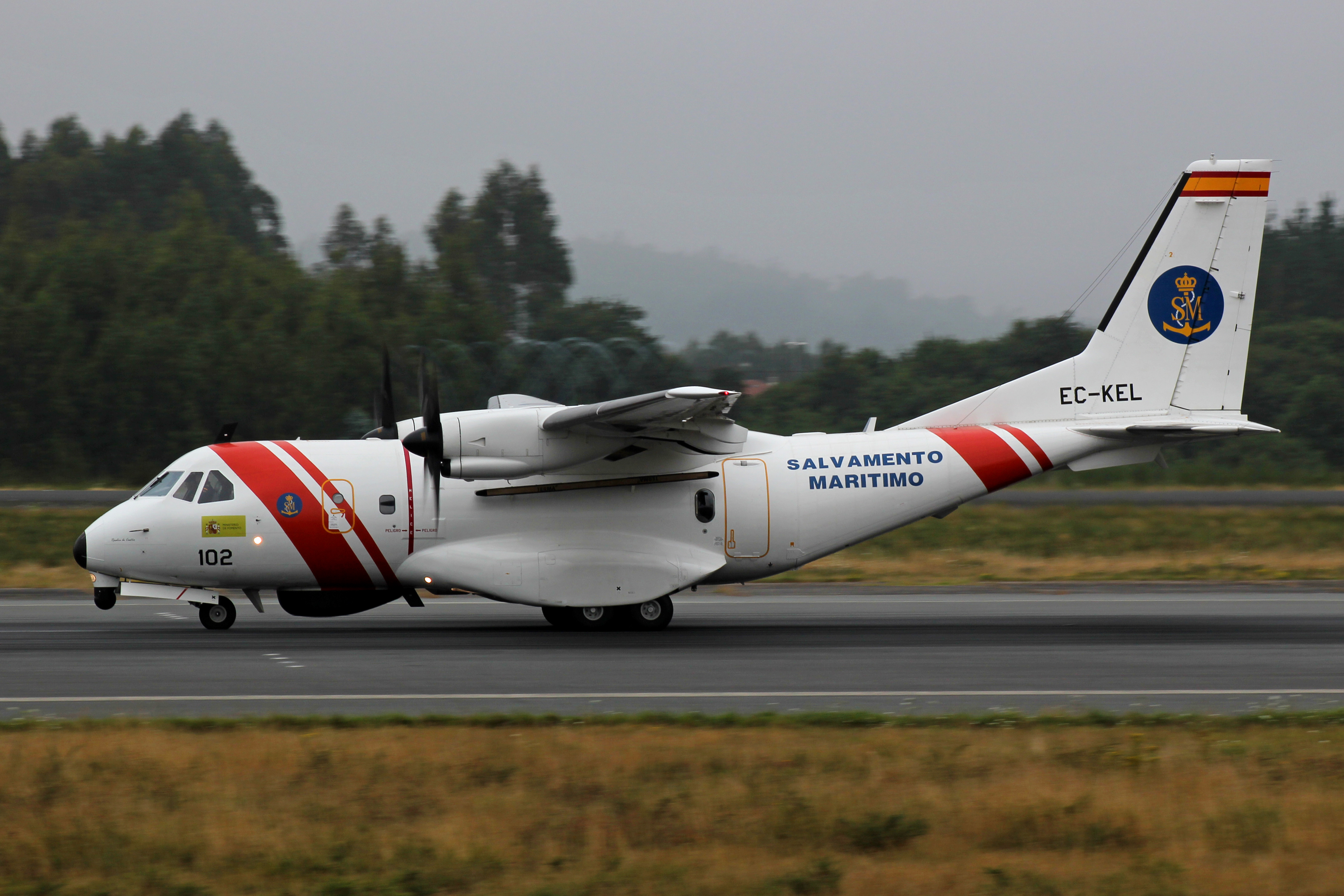
CASA CN-235-300 MP Persuader Sasemar 102, Rosalía de Castro, s Lavacolla.

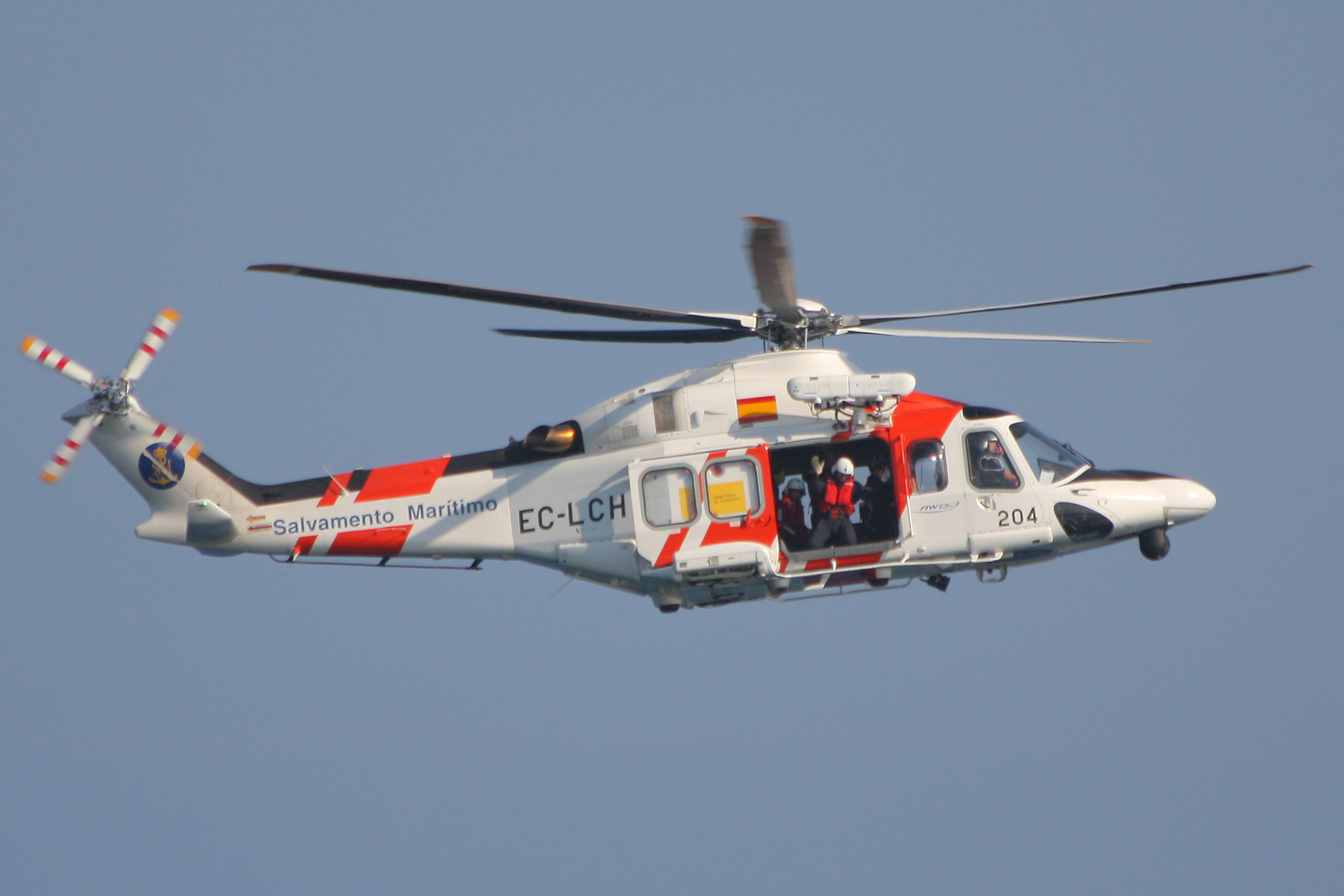
AgustaWestland AW139SAR Helimer 204 durant la Festa al Cel a Barcelona.

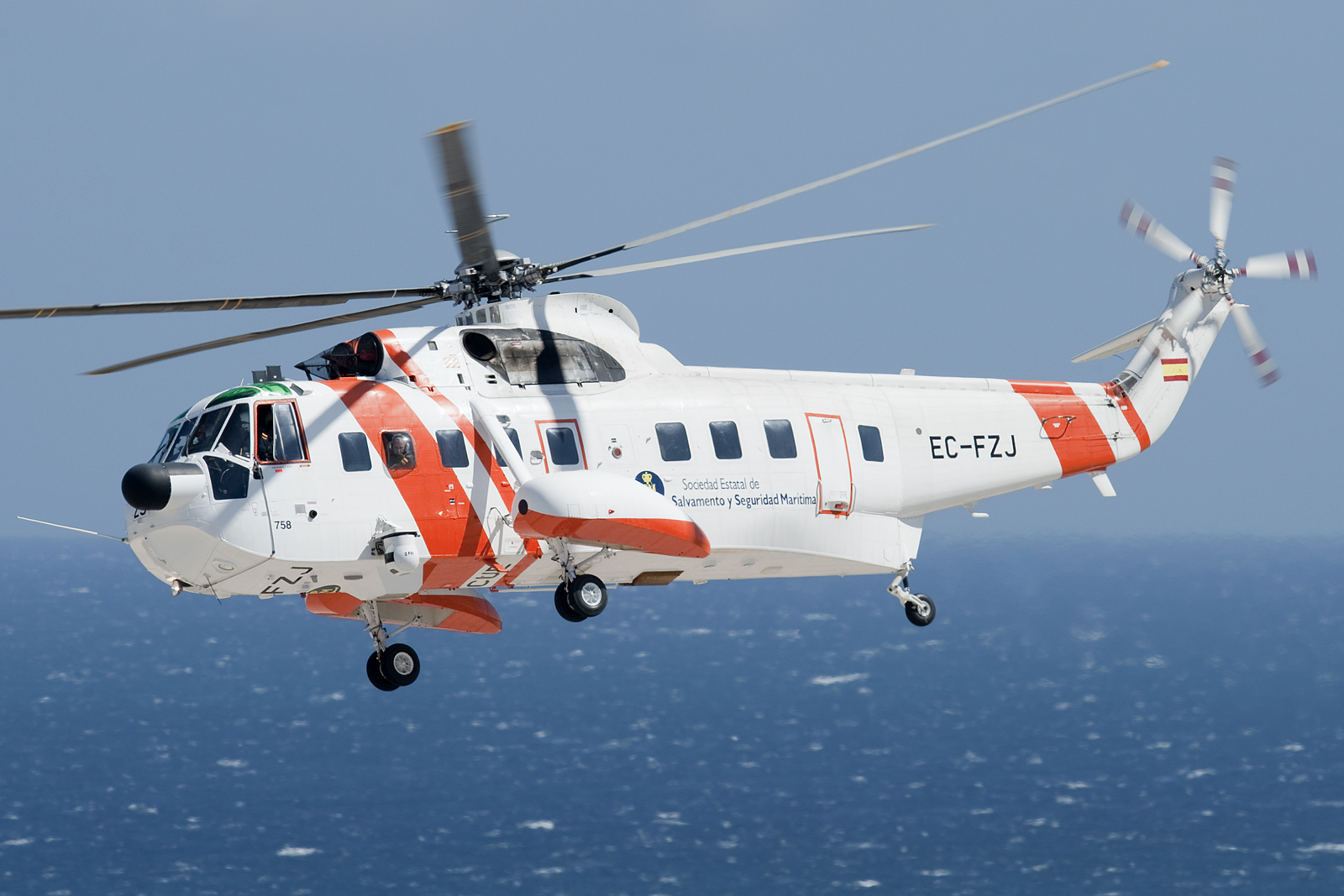
Sikorsky S-61N Mk.II Helimer 208.

Els mitjans aeris són un total d'onze helicòpters coneguts com a Helimer (més un d'accidentat enfront del litoral d'Almeria el 21 de gener de 2010) i tres avions. Els Helimer són en la seva majoria aeronaus del model AgustaWestland AW139, que van substituir en una primera tanda als vetusts Sikorsky S-61 en servei. Està previst que els S-61 que queden en servei siguin substituïts gradualment per aeronaus del model Eurocopter EC225.
Els mitjans aeris estan composts per les següents aeronaus:
| Aeronau                     | Origen             | Tipus                | Versions                | En servei | Notes |
| --------------------------- | ------------------ | -------------------- | ----------------------- | --------- | --- |
| AgustaWestland AW139        | Itàlia/ Regne Unit | Helicòpter de rescat | AW139 SAR               | 8         | Un total de 9 entregats. Un s'estavellà a Almería en 2010.                                                 |
| Sikorsky S-61               | Estats Units       | Helicòpter de rescat | S-61N Mk.II             | 2         | En procés de baixa. L'EC-FTB continua prestant servei a la base de la Corunya com a helicòpter de reserva. |
| Eurocopter EC225 Super Puma | Unió Europea       | Helicòpter de rescat | EC225 SAR               | 1         | En servei com HELIMER 401. Substituint els Sikorsky S-61.                                                  |
| CASA CN-235                 | Espanya/ Indonèsia | Avió de patrulla     | CN-235-300 MP Persuader | 3         | |

Els avions operen des de sis aeroports diferents:
- Aeroport de València - CN-235-300 MP Persuader, Sasemar 101, Isabel de Villena, EC-KEK.
- Aeroport de Santiago de Compostel·la - CN-235-300 MP Persuader, Sasemar 102, Rosalía de Castro, EC-KEL.
- Aeroport de Gran Canària - CN-235-300 MP Persuader, Sasemar 103, Josefina de la Torre, EC-KEM.

Els helicòpters estan situats al llarg de la costa espanyola, en els següents aeroports:
- Aeroport de Palma - AgustaWestland AW139, Helimer 201, EC-KLM.
- Aeroport de Tenerife Sud - AgustaWestland AW139, Helimer 202, EC-KLN.
- Aeroport de València - AgustaWestland AW139, Helimer 203, EC-KLV.
- Aeroport de Reus - AgustaWestland AW139, Helimer 204, EC-LCH.
- Aeroport de Santander - AgustaWestland AW139, Helimer 205, EC-LJA.
- Port del Musel (Gijón) - AgustaWestland AW139, Helimer 206, EC-KXA.
- Aeroport d'Almeria - AgustaWestland AW139, Helimer 207, EC-LFP (anteriormente EC-KYR, accidentado frente a Almería).
- Aeroport de Gran Canària - Sikorsky S-61N Mk.II, Helimer 208, EC-FZJ.
- Aeroport de Jerez -, AgustaWestland AW139, Helimer 209, EC-LFO.
- Aeroport de La Corunya -Eurocopter EC225 Super Puma i Sikorsky S-61N Mk.II Helimer 401, EC-MCR y EC-FTB respectivamente.
- Heliport de Cee - AgustaWestland AW139, Helimer 211, EC-LFQ.

#### Accidents i incidents d'Aeronaus
El 21 de gener de 2010, un helicòpter AW-139SAR de la Societat de Salvament i Seguretat Marítima s'estavella en el seu retorn a l'Aeroport d'Almeria, morint 3 tripulants.